# Ploumoguer
Ploumoguer [plumɔɡɛʁ] est une commune du département du Finistère, dans la région Bretagne, en France.

## Géographie
Ploumoguer est située à l’extrême ouest du département du Finistère entre les communes du Conquet et de Plouarzel à 25 km à l'ouest de Brest. La commune possède deux plages (Kerhornou et Illien) et 7 km de côte rocheuse et déchiquetée (les falaises y atteignent une trentaine de mètres de hauteur par endroits), avec notamment les pointes de Brenterc'h et, à la limite sud de la commune, d'Illien.

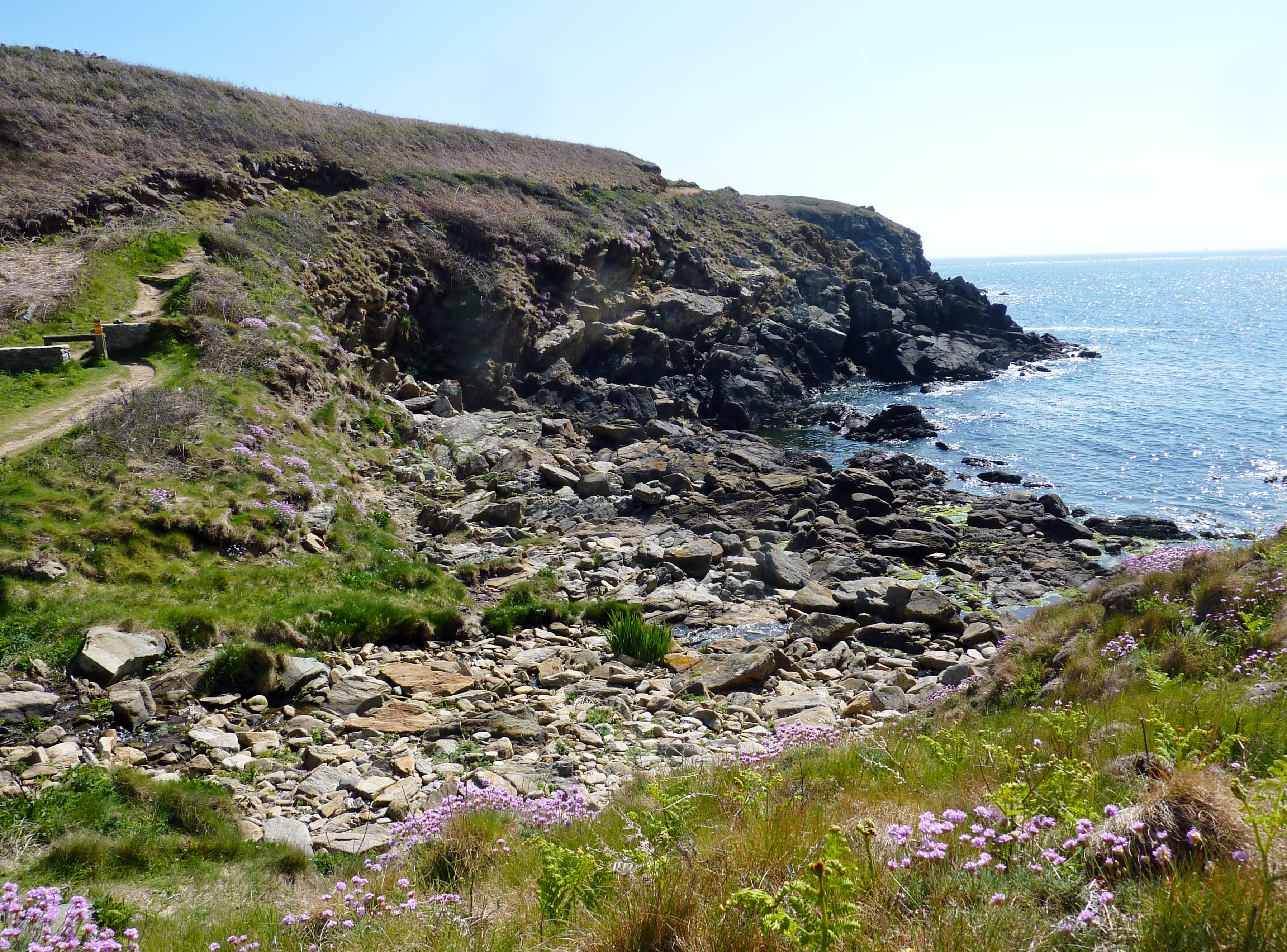
La crique de Porstheven et le GR 34.
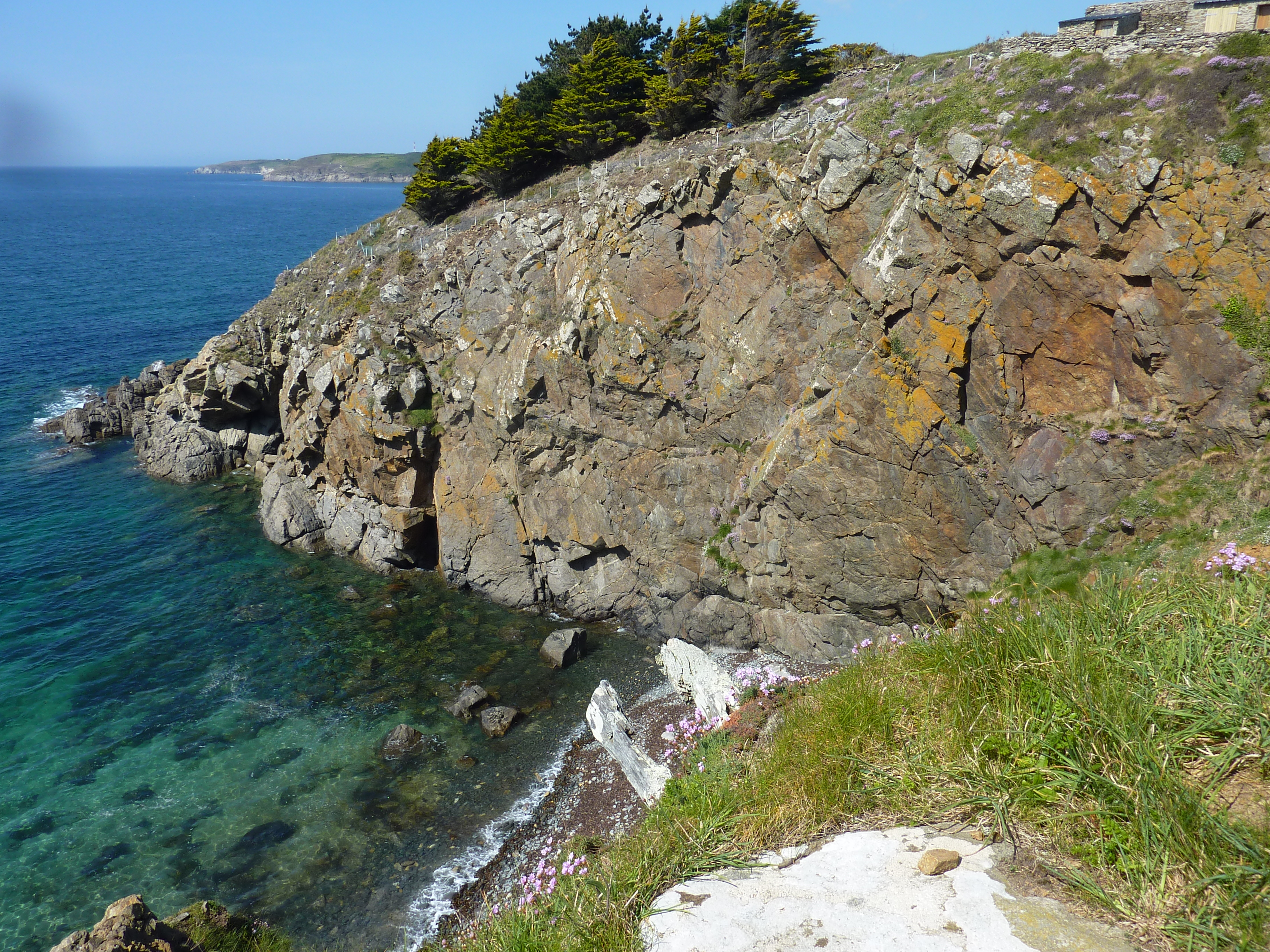
Falaise au sud de la crique de Porstheven.
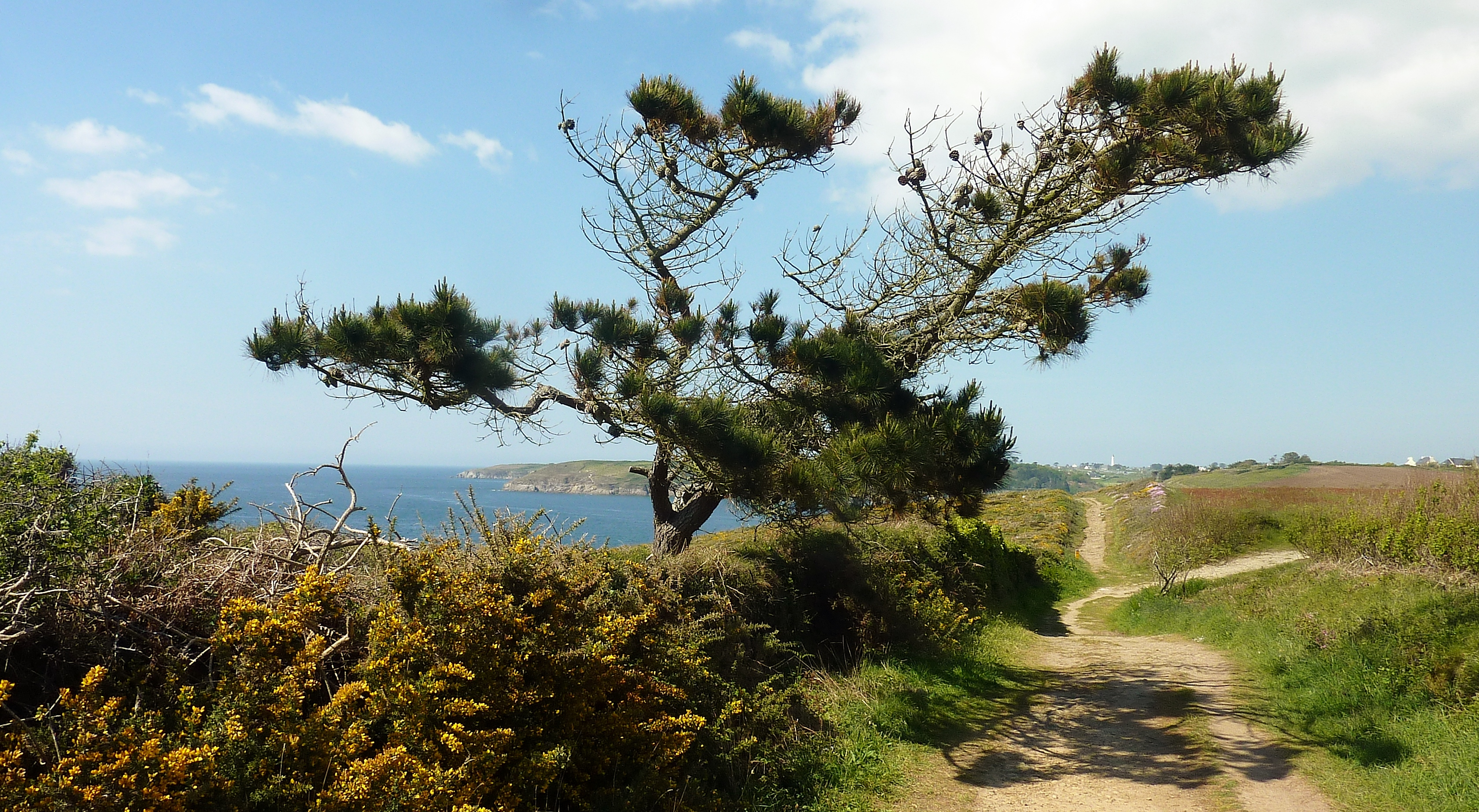
Le GR 34 entre la crique de Porstheven et l'anse de Brenterc'h.
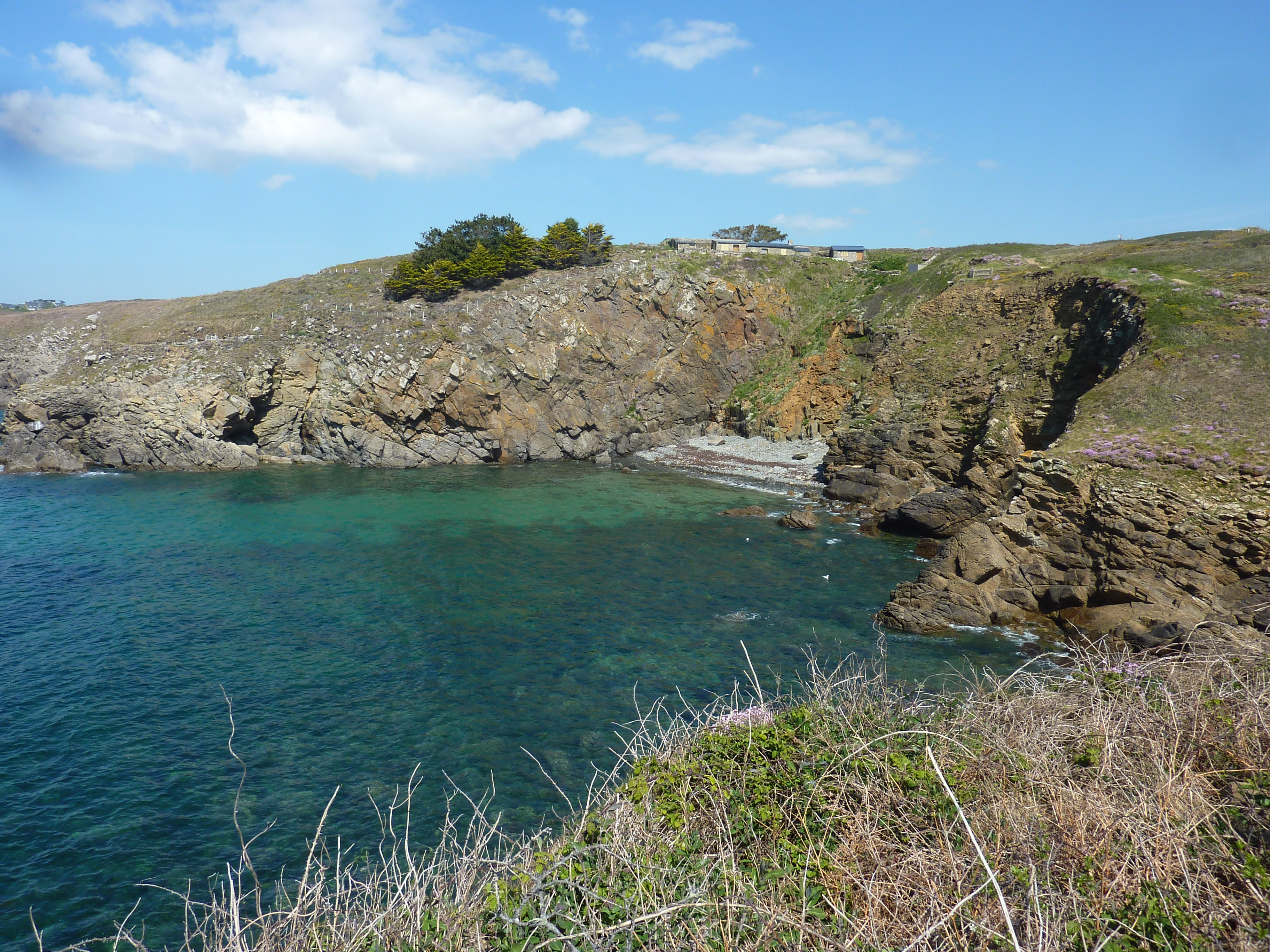
L'anse de Brenterc'h et les falaises avoisinantes.
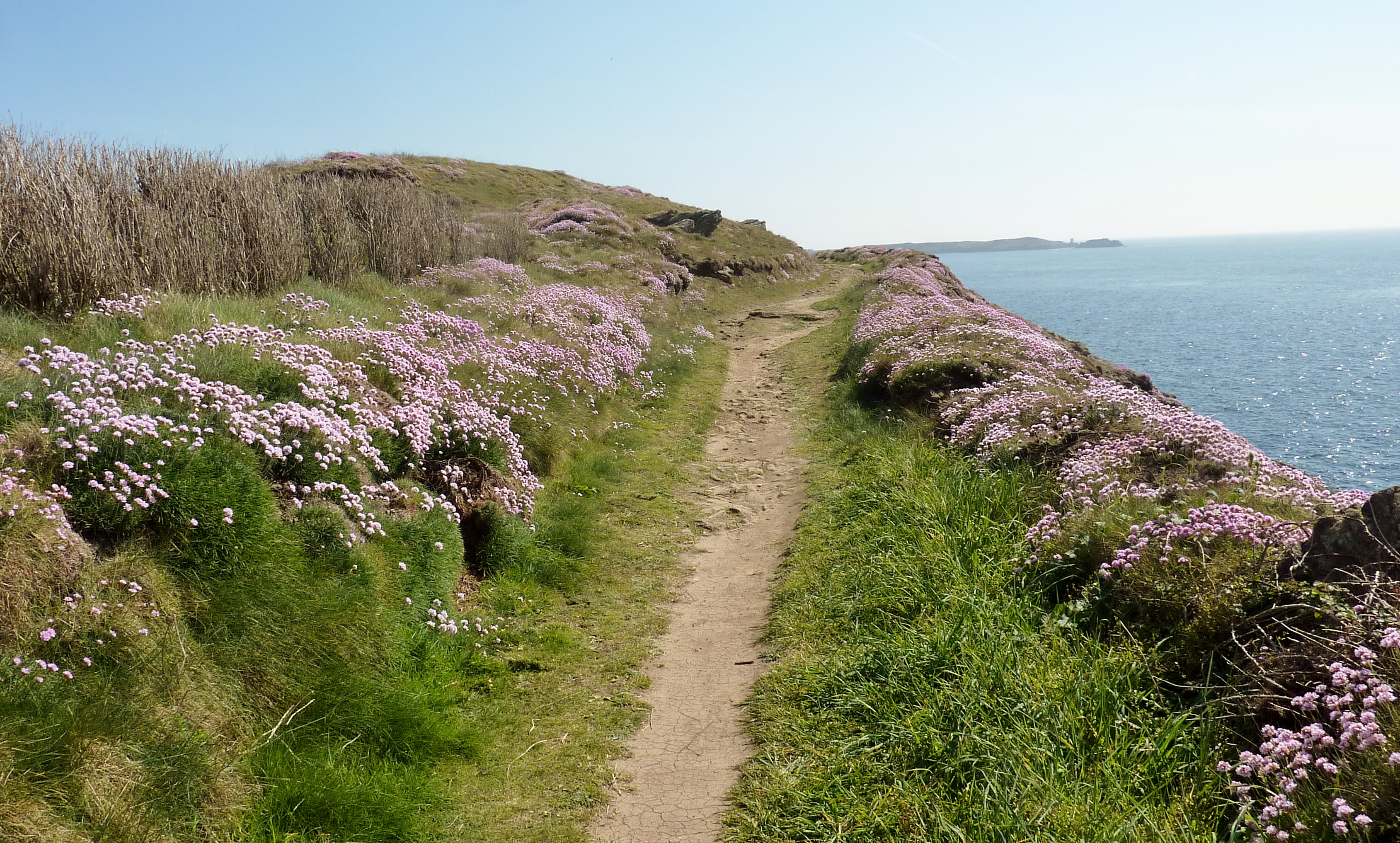
Arméries maritimes en fleur le long du GR 34 entre l'anse de Brenterc'h et la pointe de Brenterc'h.
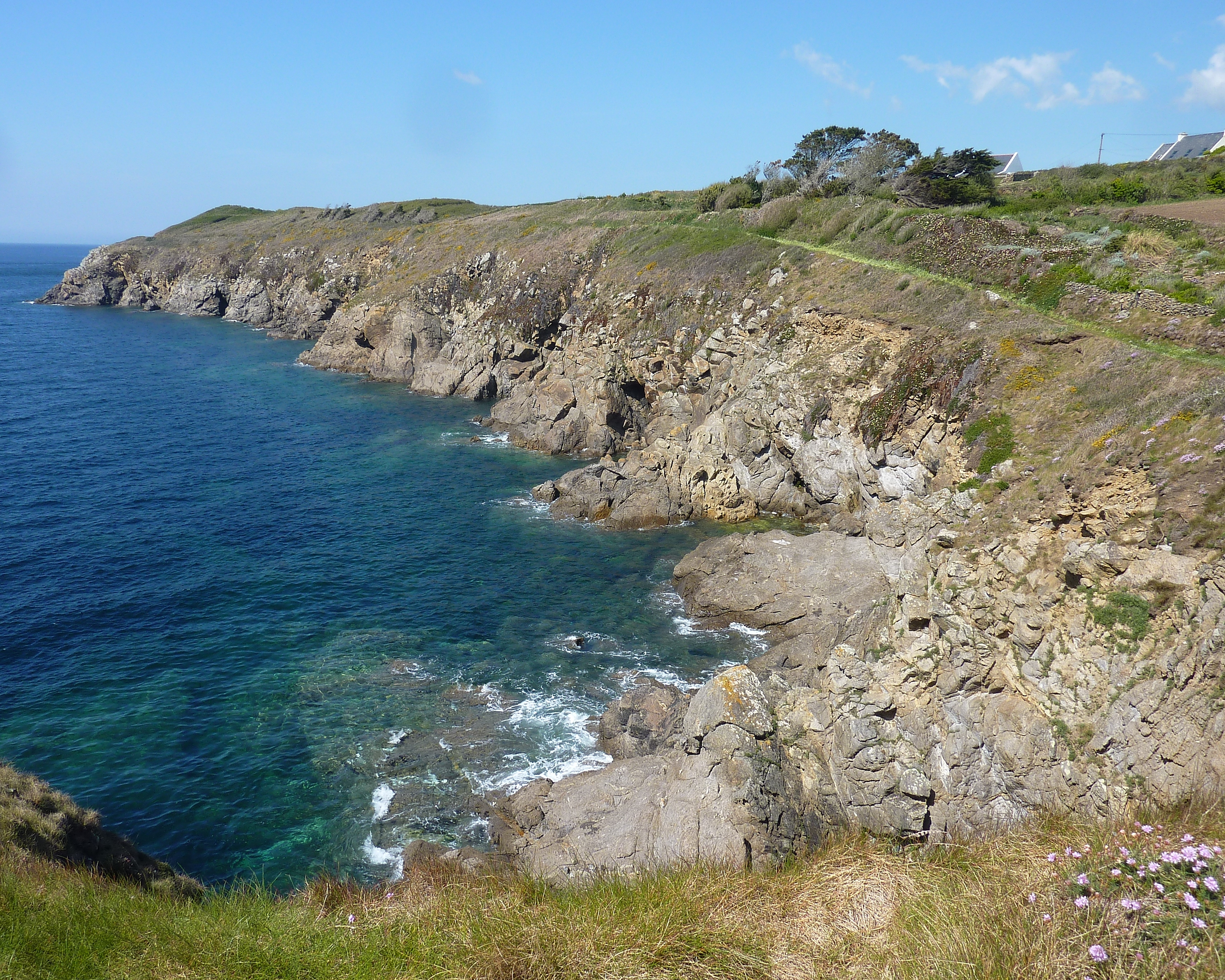
La pointe de Brenterc'h vue du sud.
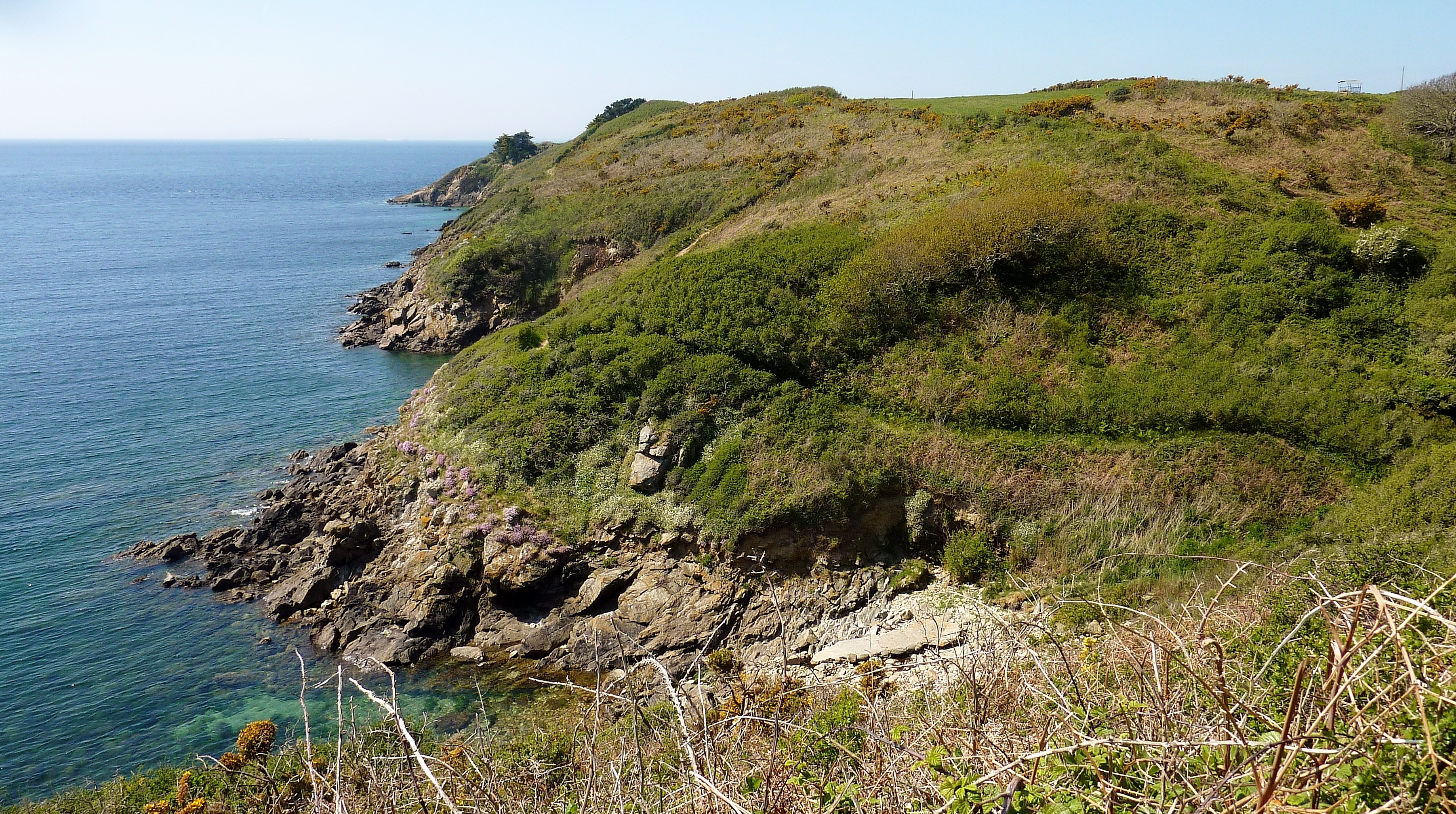
Le GR 34 et les falaises entre la plage d'Illien et la pointe de Brenterc'h.
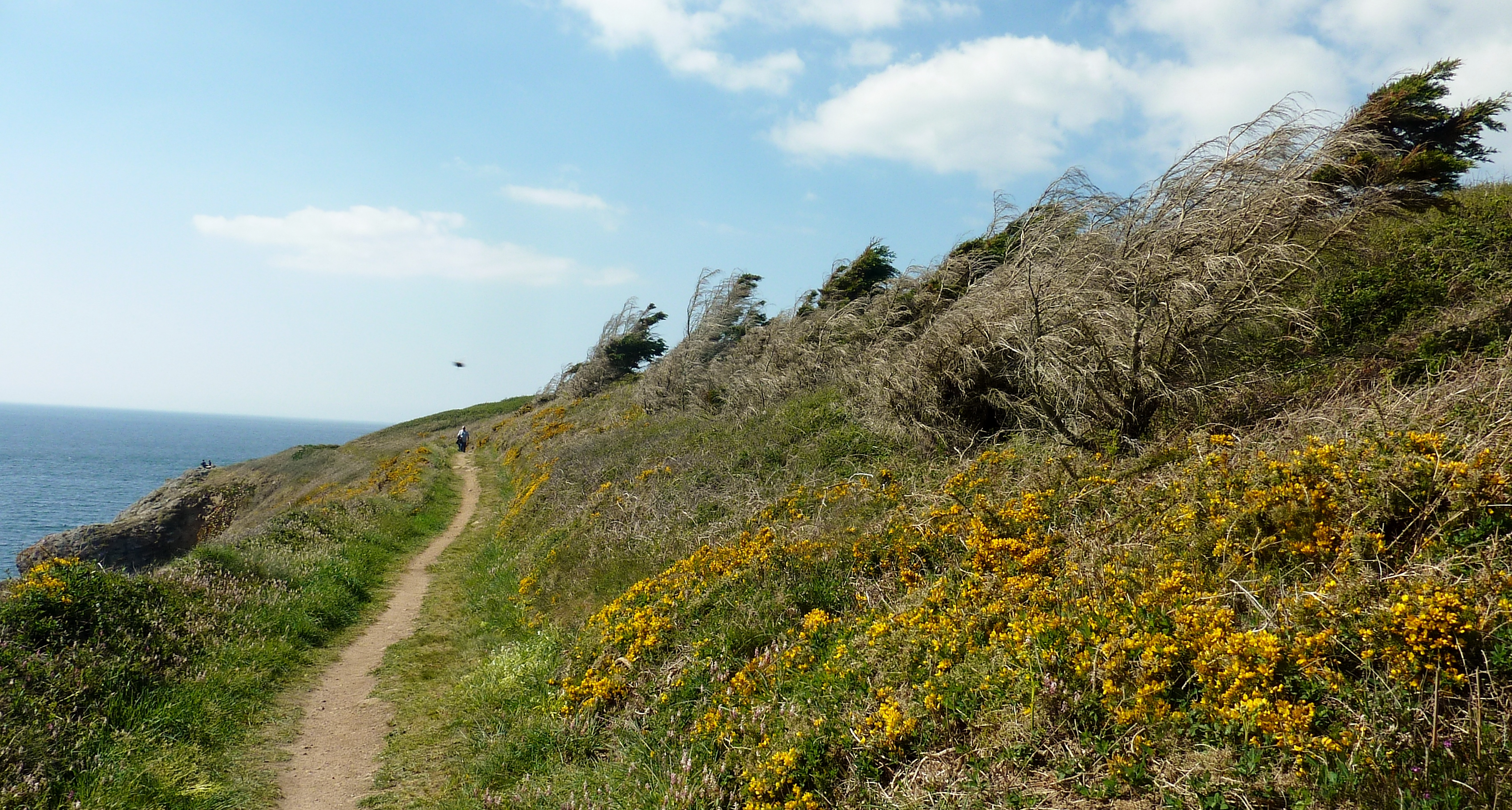
Arbres ayant poussé de manière oblique en raison du vent (entre la pointe de Breterc'h et la plage d'Illien).
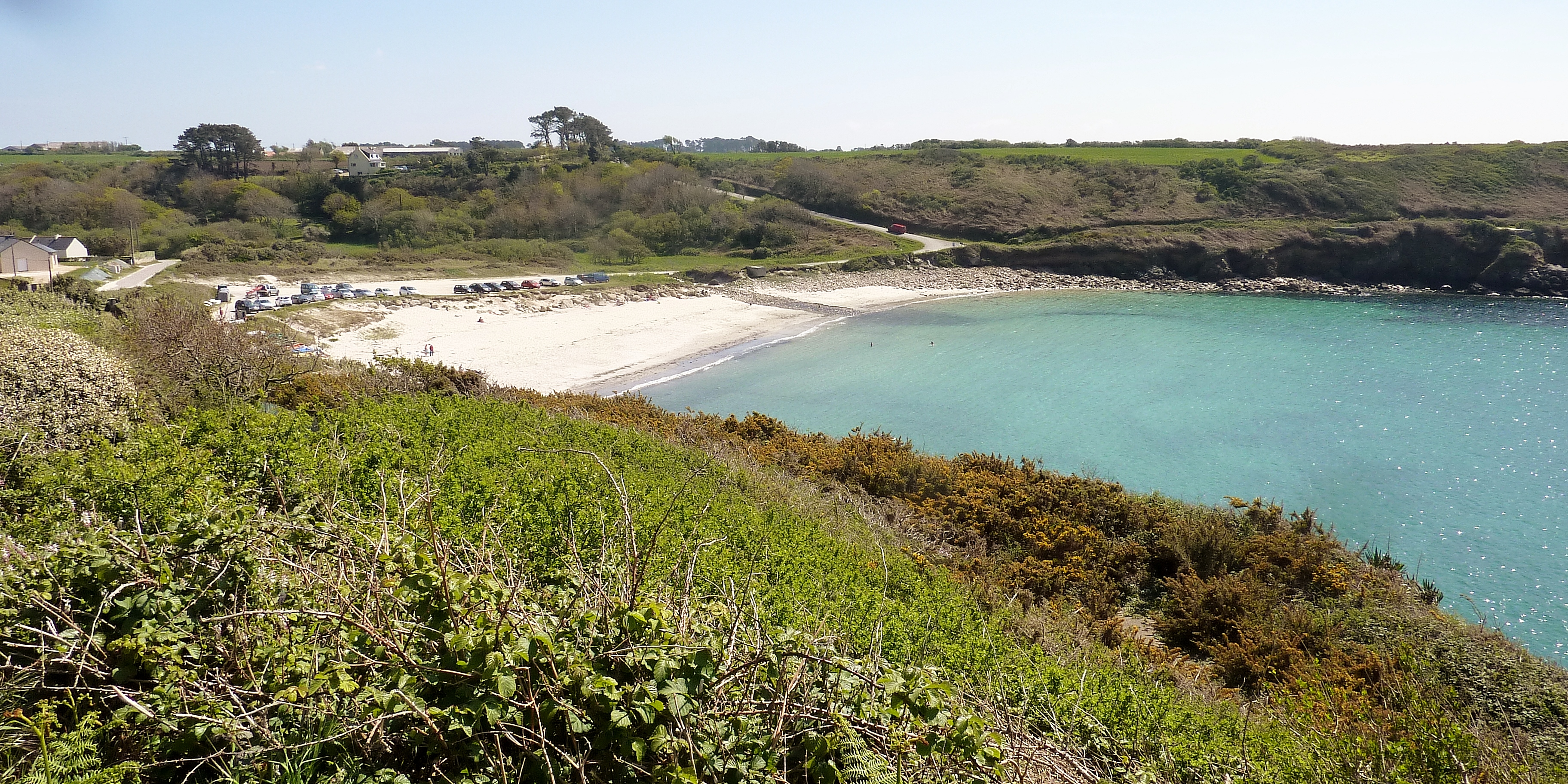
La plage d'Illien vue du nord.

Les altitudes vont du niveau de la mer jusqu'à 143 m pour le point le plus haut, situé à Kéramézec, dans la parie nord-est du finage communal, qui est le point culminant du Bas-Léon ; un belvédère y a été aménagé permettant d'admirer les alentours avec une visibilité pouvant aller jusqu'à 70 km. Le bourg est vers 75 mètres d'altitude.

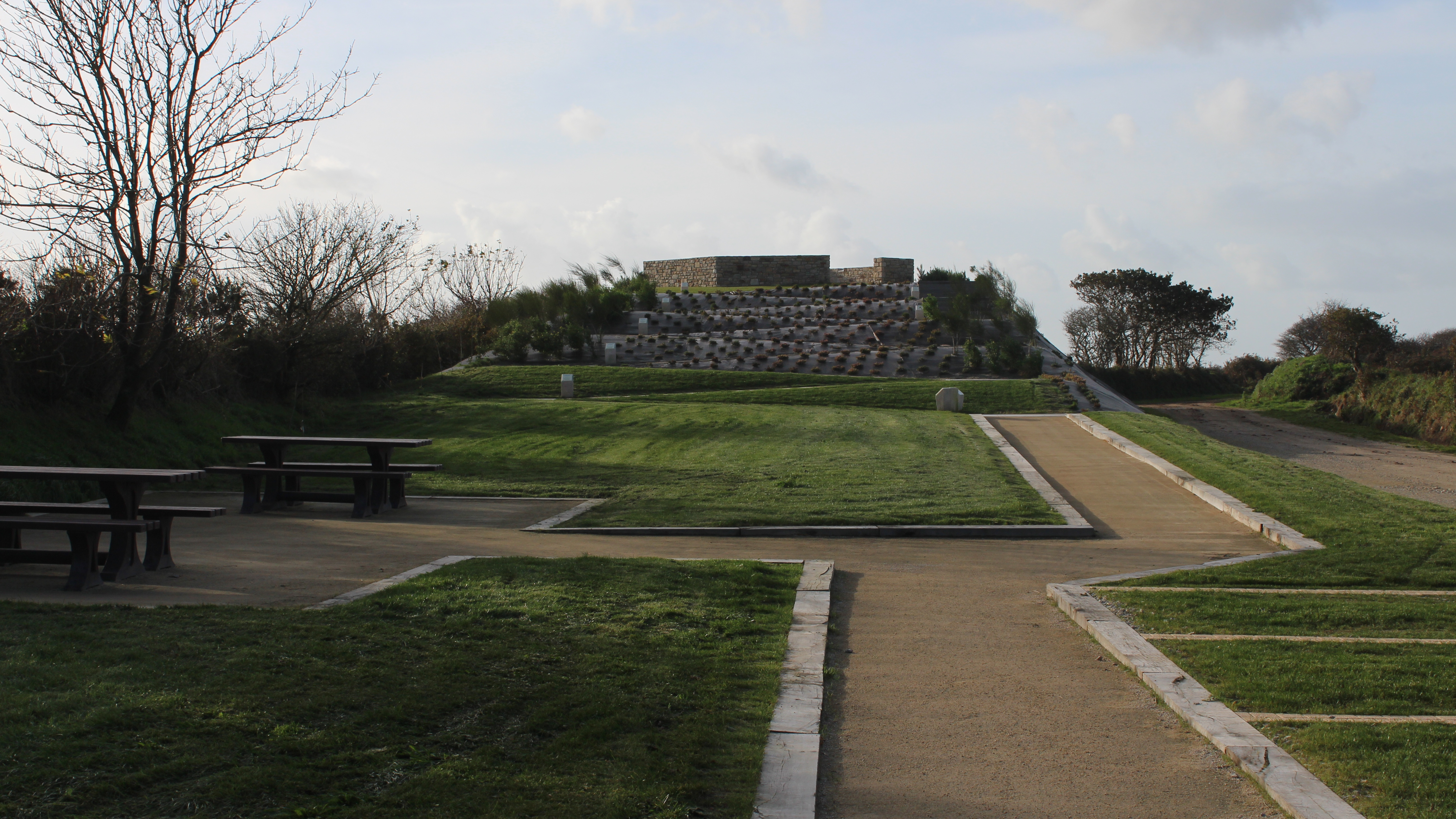
Belvédère de Kéramézec : le site 1.
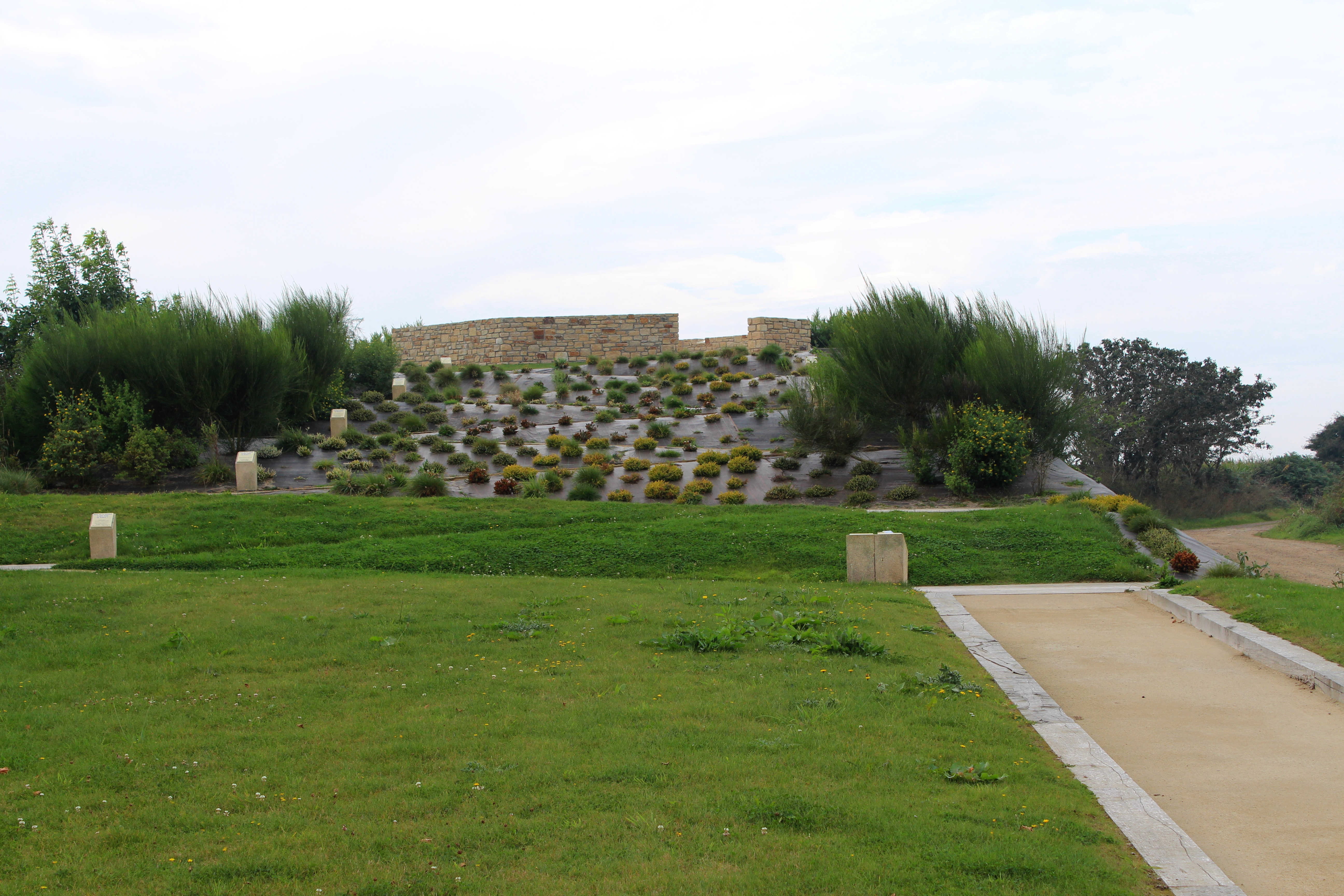
Belvédère de Kéramézec : le site 2.
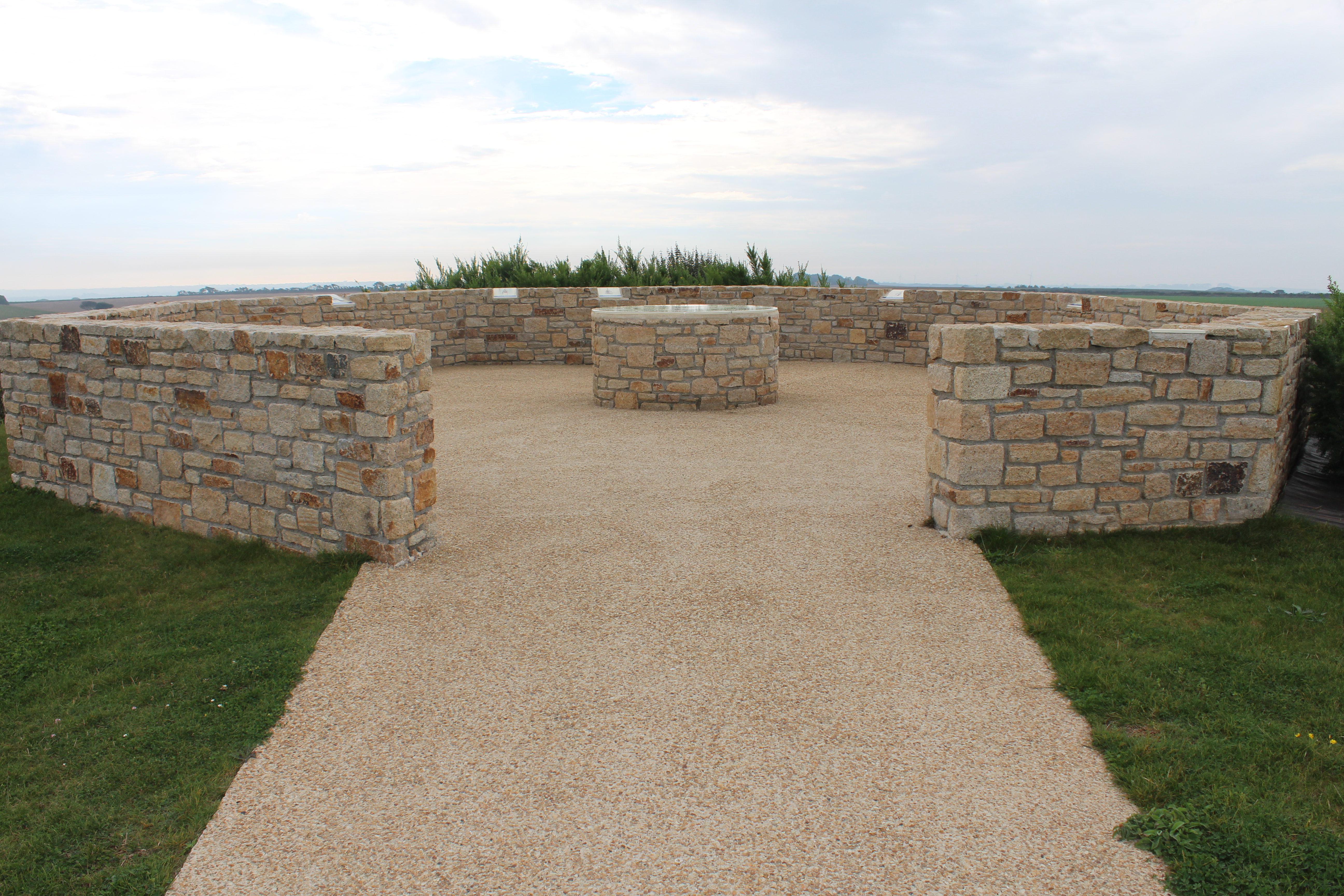
Belvédère de Kéramézec : le site 3.
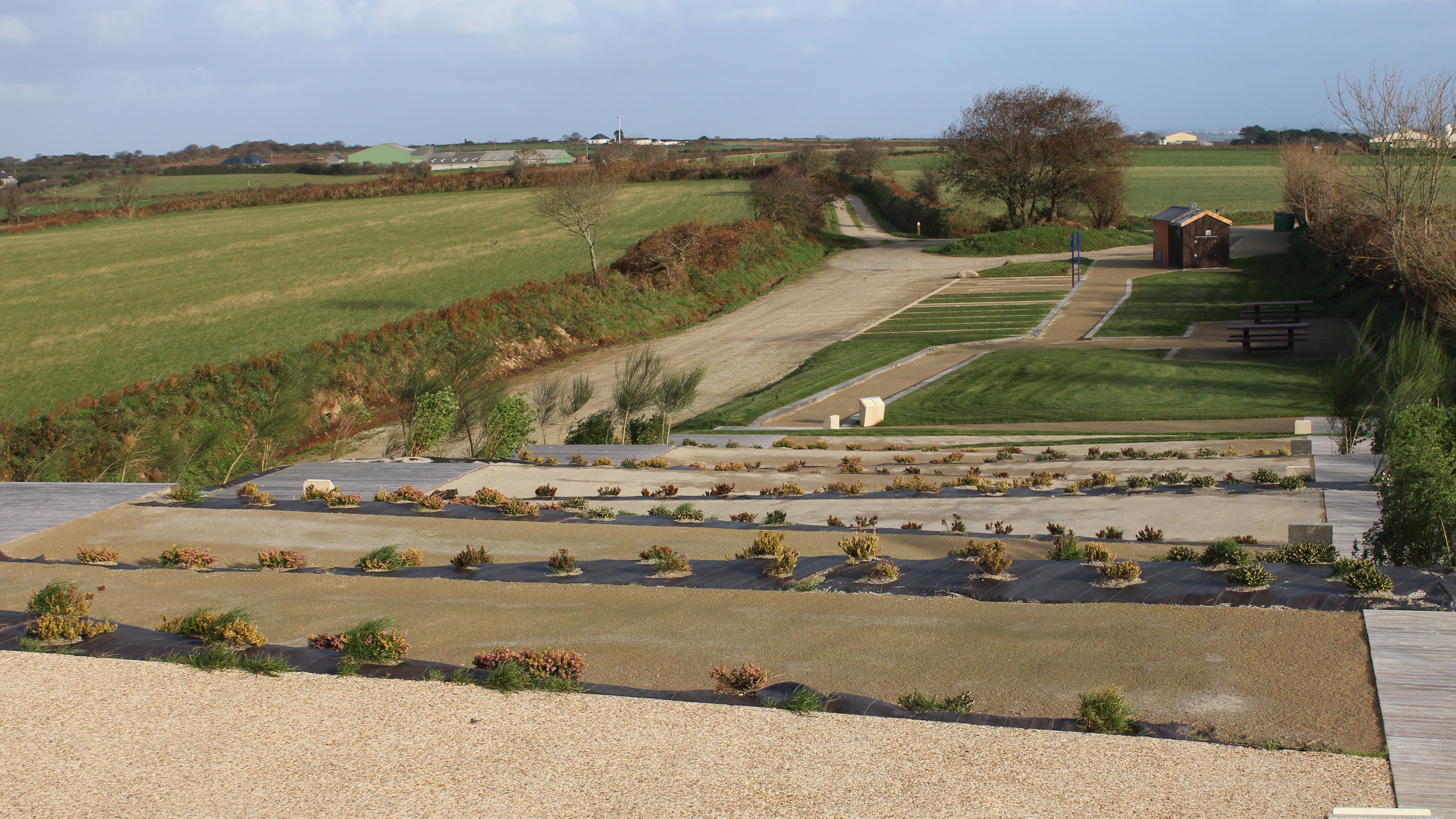
Belvédère de Kéramézec : le parking.

La commune est limitée au nord-ouest par un petit fleuve côtier qui se jette dans l'anse de Porsmoguer ; elle est traversée dans sa partie sud par un autre petit fleuve côtier qui se jette dans l'anse d'Illien ; un troisième fleuve côtier, le Pratséach, lui sert de limite sud pendant une partie de son cours, séparant Ploumoguer de Trébabu, puis se jette dans la ria du Conquet. Ces trois vallées, qui séparent des lambeaux d'un plateau en pente douce vers l'ouest (son altitude moyenne étant d'une centaine de mètres à l'est de la commune, d'une trentaine de mètres dans les parties proches du littoral) expliquent que la commune a un relief assez vallonné.

### Communes limitrophes

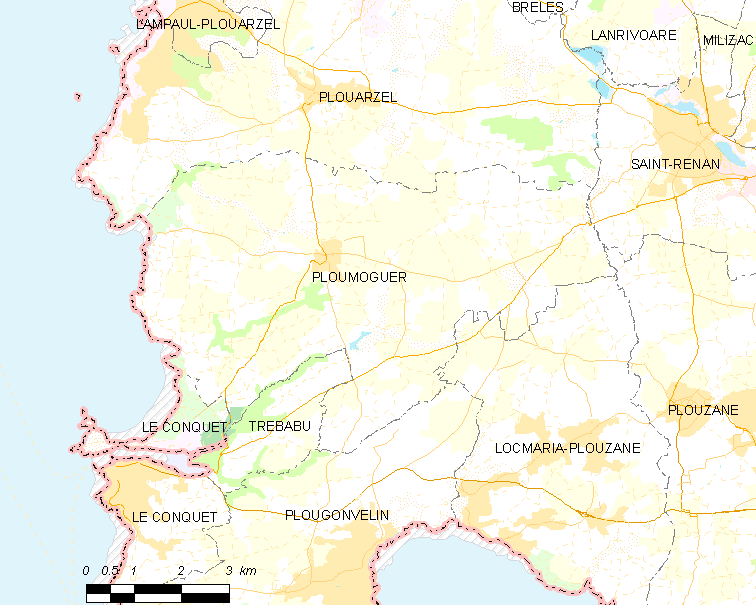
Carte de la commune de Ploumoguer.

| Océan Atlantique | Plouarzel               | Plouarzel                     |
| Océan Atlantique | Ploumoguer              | Saint-Renan                   |
| Le Conquet       | Plougonvelin et Trébabu | Locmaria-Plouzané et Plouzané |

### Cadre géologique

Carte géologique du Massif armoricain.

La commune appartient au domaine structural de la zone de Léon qui constitue un vaste antiforme métamorphique de 70 km sur 30 km orienté NE-SW. Cette région est considérée comme un « empilement de nappes déplacées du Sud vers le Nord dans des conditions ductiles lors de l'orogenèse hercynienne » (phase tardive du Viséen). Postérieurement au métamorphisme hercynien, se développe un important plutonisme qui se traduit par un chapelet nord de granites rouges tardifs (ceinture batholitique de granites individualisée pour la première fois par le géologue Charles Barrois en 1909, formant de Flamanville à Ouessant un alignement de direction cadomienne, contrôlé par les grands accidents directionnels WSW-ENE), datés de 300 millions d’années, et qui correspond à un magmatisme permien.
Touristiquement, les principaux aspects de la géologie peuvent être abordés dans cette région au cours de promenades géologiques qui permettent d'observer sur un espace réduit du territoire, des roches d'âge et de nature différents, témoins de phénomènes géologiques d'ampleur (magmatisme, tectogenèse, métamorphisme, érosion…).
Ainsi, la plage de Kerhornou est surplombée par de petites falaises de paragneiss migmatitique à sillimanite. dont la foliation est orientée N60 à pendage sud. Par rapport aux micaschistes à grenat et staurotide du Conquet, ces gneiss à sillimanite indiquent une nette croissance du métamorphisme vers le nord (augmentation de 200° sur 10 km, témoignant de la superposition de formations crustales d'une épaisseur de 7 km. Il est possible que les haches polies en fibrolite (synonyme de la dolérite) retrouvées dans les monuments funéraires de l'Armorique néolithique, proviennent de ce gisement. L'anse de Brenterc'h fait partie de la liste des sites géologiques de Bretagne car elle est le témoin du début de la dislocation de la Pangée et de l'ouverture de l'océan Atlantique central lors de la mise en place de la province magmatique centre atlantique. L'anse montre l'affleurement d'une Intrusion doléritique triasico-liasique. Cet affleurement forme deux filons (l'un au nord, d'une épaisseur maximum de 30 m, l'autre au sud de 10 m) est structuré en prismation horizontale métrique à plurimétrique (ces piliers horizontaux collés les uns aux autres par leur section plus ou moins hexagonale). Les prismes sont souvent découpés en dalles (appelées lauzes) verticales beaucoup plus visibles. Depuis l'anse de Brenterc'h, ces dykes de dolérite se prolongent dans la presqu'île de Crozon, près de Camaret, et jusqu'en Cornouaille, entre Douarnenez et Quimper, dans la direction de la faille de Kerforne, accident tectonique parallèle à l'actuelle bordure de la marge continentale européenne (golfe de Gascogne). Ce dyke qui matérialise la faille est comparable à d'autres qui sont visibles en Espagne, au Maroc et dans les Appalaches (Amérique du Nord).

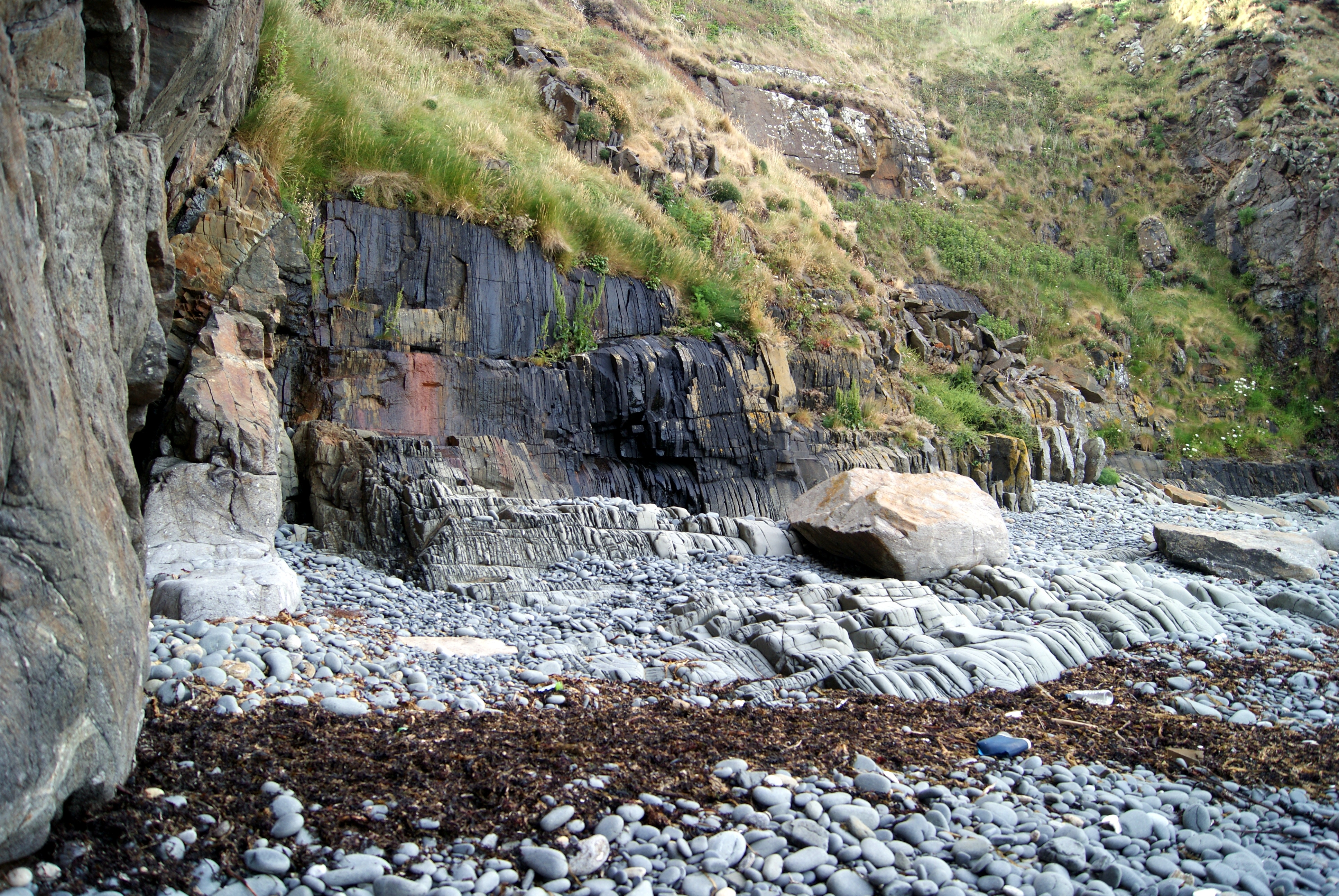
Dolérite dans l'anse de Brenterc'h.
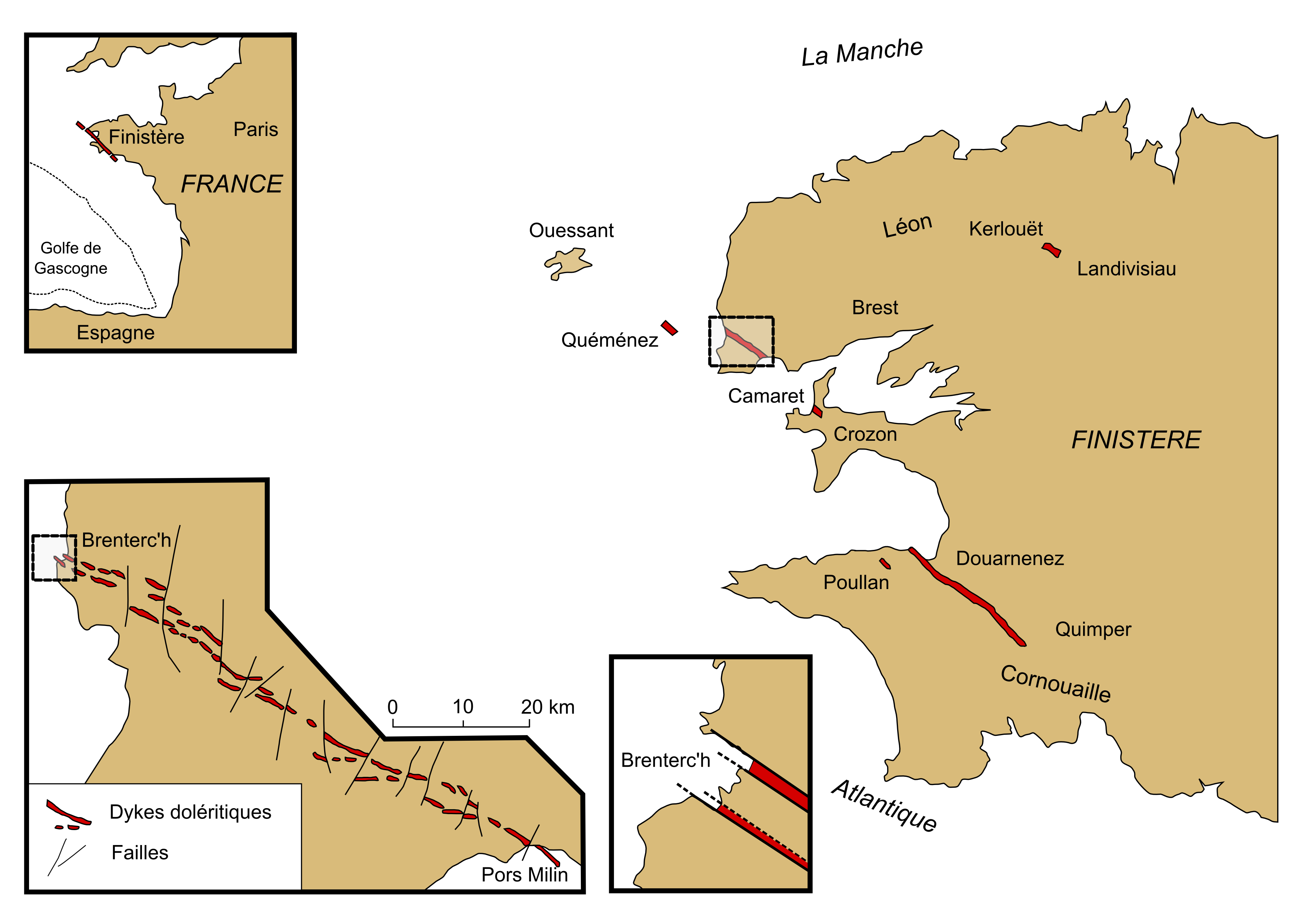
Dykes doléritiques Trias-Lias du Massif armoricain[Note 5].

### Habitat
Le bourg est situé à quatre kilométres de la côte, sur un plateau : c'est là une caractéristique commune à de nombreuses communes littorales bretonnes (par exemple à Plouguerneau, Ploudalmézeau, Landunvez, Plouarzel, Brélès, etc.), les premiers émigrants bretons fixèrent le centre de leurs plous à l'intérieur des terres, probablement par crainte des pirates saxons.
L'habitat rural traditionnel est dispersé en un grand nombre de hameaux (tous de taille modeste) et fermes isolées. Quelques lotissements ont été créés autour du bourg dans les dernières décennies du XXe siècle et le début du XXIe siècle, mais restent de taille modeste, la commune étant éloignée des grands centres urbains. En raison de son relief, le littoral est resté quasi inhabité (si l'on excepte les maisons de goémoniers de l'anse de Brenterc'h) et a échappé pour l'essentiel à la rurbanisation littorale, sauf à Kerargroaz (qui domine la plage de Kerhornou) et à Illien (en bordure de la plage du même nom).

### Hydrographie
Pour un article plus général, voir Réseau hydrographique du Finistère.
La commune est située dans le bassin Loire-Bretagne. Elle est drainée par divers petits cours d'eau,.

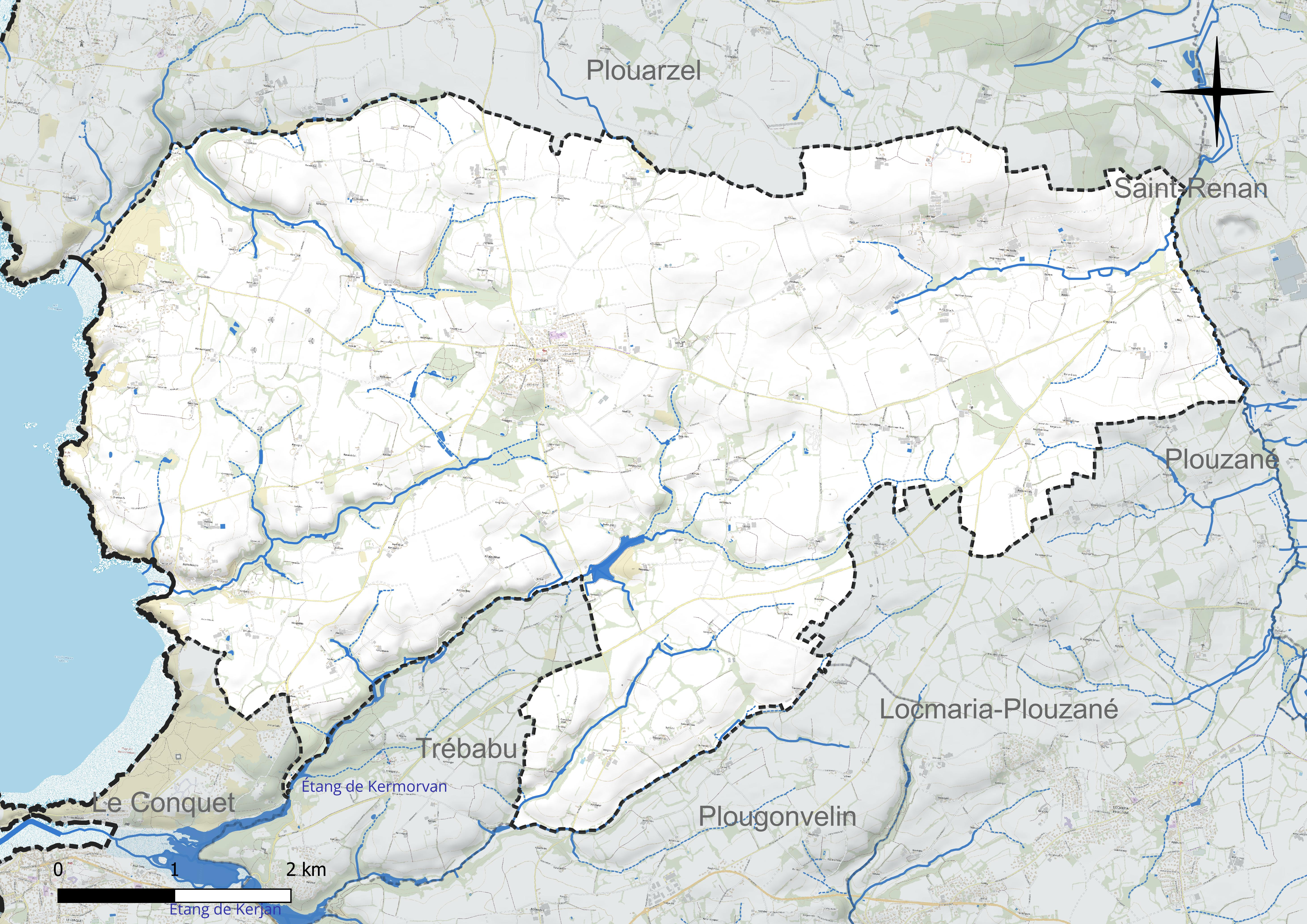
Réseau hydrographique de Ploumoguer.

### Climat
Pour des articles plus généraux, voir Climat de la Bretagne et Climat du Finistère.
En 2010, le climat de la commune est de type climat océanique franc, selon une étude du CNRS s'appuyant sur une série de données couvrant la période 1971-2000. En 2020, Météo-France publie une typologie des climats de la France métropolitaine dans laquelle la commune est exposée à un climat océanique et est dans la région climatique  Finistère nord, caractérisée par une pluviométrie élevée, des températures douces en hiver (6 °C), fraîches en été et des vents forts. Parallèlement l'observatoire de l'environnement en Bretagne publie en 2020 un zonage climatique de la région Bretagne, s'appuyant sur des données de Météo-France de 2009. La commune est, selon ce zonage, dans la zone « Littoral », exposée à un climat venté, avec des étés frais mais doux en hiver et des pluies moyennes.  
Pour la période 1971-2000, la température annuelle moyenne est de 11,3 °C, avec  une amplitude thermique annuelle de 9,8 °C. Le cumul annuel moyen de précipitations est de 998 mm, avec 15,8 jours de précipitations en janvier et 8,1 jours en juillet. Pour la période 1991-2020, la température moyenne annuelle observée sur la station météorologique la plus proche, située sur la commune de Ploudalmézeau à 16 km à vol d'oiseau, est de 12,1 °C et le cumul annuel moyen de précipitations est de 997,1 mm,. Pour l'avenir, les paramètres climatiques de la commune estimés pour 2050 selon différents scénarios d'émission de gaz à effet de serre sont consultables sur un site dédié publié par Météo-France en novembre 2022.

## Urbanisme

### Typologie
Au 1er janvier 2024, Ploumoguer est catégorisée commune rurale à habitat très dispersé, selon la nouvelle grille communale de densité à 7 niveaux définie par l'Insee en 2022.
Elle est située hors unité urbaine. Par ailleurs la commune fait partie de l'aire d'attraction de Brest, dont elle est une commune de la couronne,. Cette aire, qui regroupe 68 communes, est catégorisée dans les aires de 200 000 à moins de 700 000 habitants,.
La commune, bordée par la mer d'Iroise, est également une commune littorale au sens de la loi du 3 janvier 1986, dite loi littoral. Des dispositions spécifiques d'urbanisme s'y appliquent dès lors afin de préserver les espaces naturels, les sites, les paysages et l'équilibre écologique du littoral, tel le principe d'inconstructibilité, en dehors des espaces urbanisés, sur la bande littorale des 100 mètres, ou plus si le plan local d'urbanisme le prévoit.

### Occupation des sols
L'occupation des sols de la commune, telle qu'elle ressort de la base de données européenne d'occupation biophysique des sols Corine Land Cover (CLC), est marquée par l'importance des territoires agricoles (93,9 % en 2018), en diminution par rapport à 1990 (94,8 %). La répartition détaillée en 2018 est la suivante : 
terres arables (49,9 %), zones agricoles hétérogènes (41,9 %), forêts (2,8 %), prairies (2,1 %), zones urbanisées (2 %), milieux à végétation arbustive et/ou herbacée (1,2 %), zones humides côtières (0,1 %). L'évolution de l'occupation des sols de la commune et de ses infrastructures peut être observée sur les différentes représentations cartographiques du territoire : la carte de Cassini (XVIIIe siècle), la carte d'état-major (1820-1866) et les cartes ou photos aériennes de l'IGN pour la période actuelle (1950 à aujourd'hui).

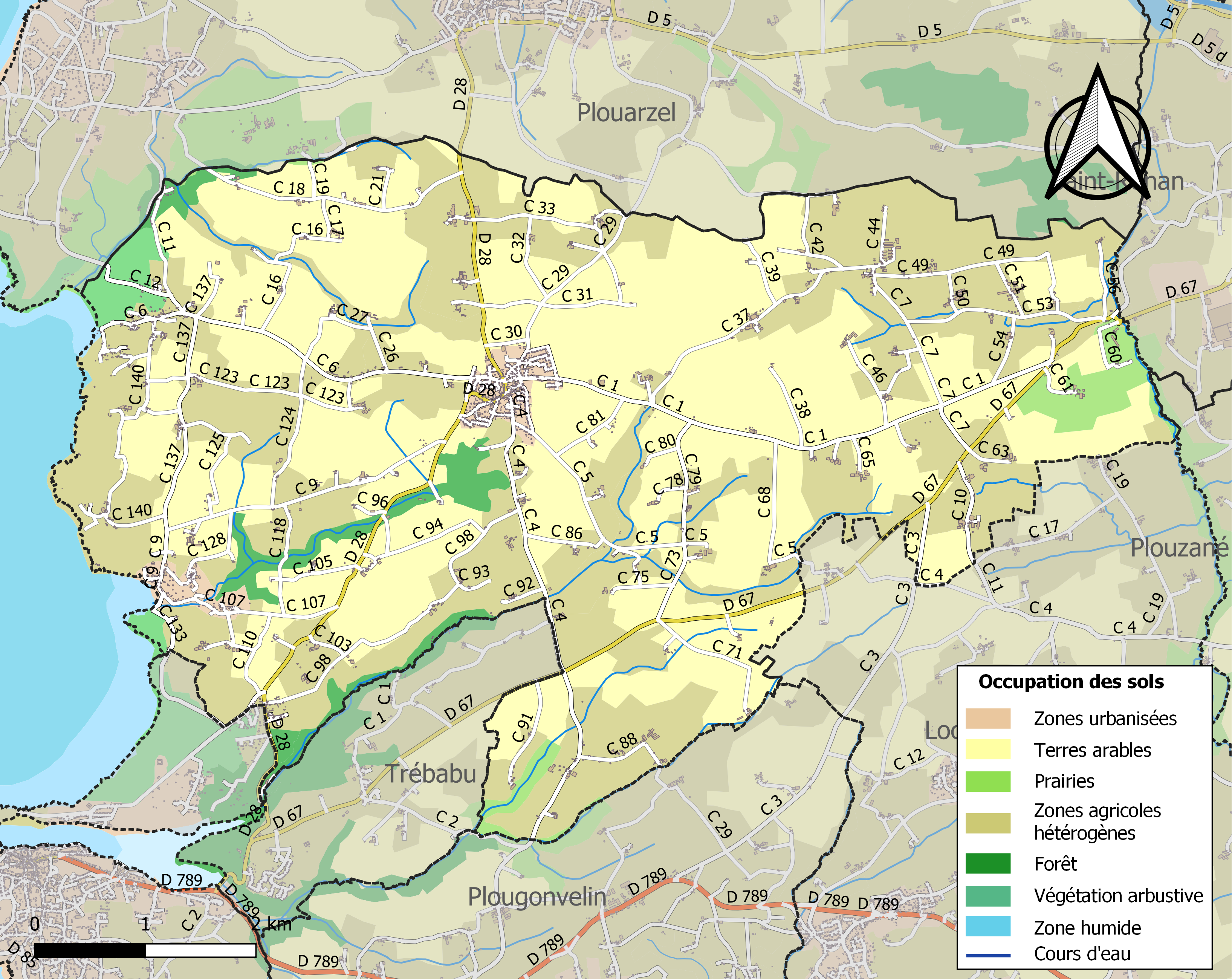
Carte des infrastructures et de l'occupation des sols de la commune en 2018 (CLC).

## Histoire

### Toponymie
Le nom de la localité est attesté sous les formes Plebs Macoer et parrochia Macoer au XIe siècle, Ploemagoer en 1324, Ploemoguer vers 1330 et Guymogueren 1572.
Son nom vient du vieux breton ploe ou ploue ("paroisse") et peut-être de moguer, nom provenant du vieux breton macoer, provenant lui-même du latin maceria ("murs", "ruines") en raison de la présence à cet endroit de ruines gallo-romaines (des tuiles et des poteries ont été trouvées au bourg de Ploumoguer), le nom signifiant donc "la paroisse des murailles", tout comme celui de Porsmoguer signifie "le port des murailles".
Selon une autre hypothèse, le nom proviendrait de "Magoer", nom en breton de saint Magloire. Cette hypothèse semble moins crédible même s'il existe dans la commune une chapelle dédiée à saint Méen, proche de saint Magloire.
Ces hypothèses sur l'origine du nom sont identiques à celles de Ploumagoar et de Magoar (Côtes-d'Armor). Le gallois Magwyr (Sir Fynwy/Monmouthshire) a le même sens.

### Préhistoire
L'allée couverte de Kermorvan (alors en Ploumoguer), ainsi que le cromlech (formé de 8 menhirs formant un cercle et de 3 menhirs en position centrale, lesquels furent détruits en 1830 par le génie militaire) a été fouillée par Paul du Châtellier en 1903. Les monuments mégalithiques de Kermorvan sont classés monument historique en avril 1914.
Une pierre trouvée dans les restes d'un tumulus et gravée d'un poignard, datant probablement de l'âge du bronze, fut trouvée en 1918 dans la lande de Kermorvan (qui faisait alors partie de la commune de Ploumoguer).

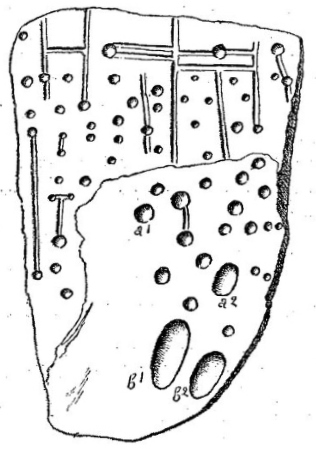
Les cupules et traits de l'une des pierres subsistantes du cromlech de Kermorvan (dessin de Paul du Châtellier).
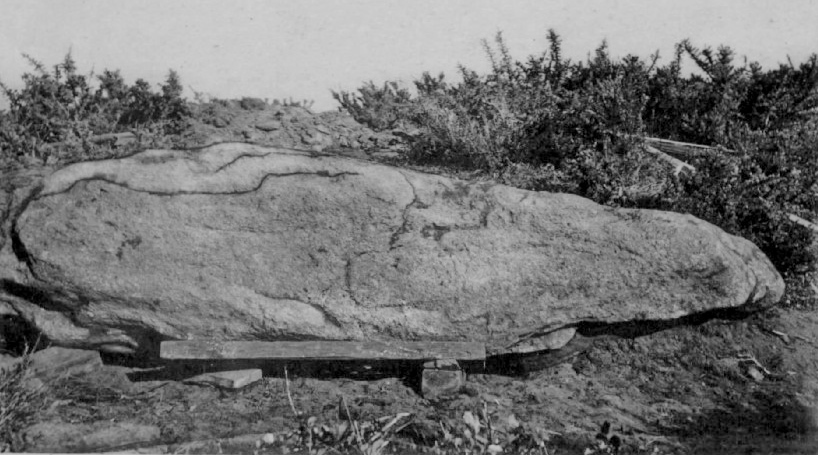
Pierre gravée trouvée en 1918 dans la lande de Kermorvan.
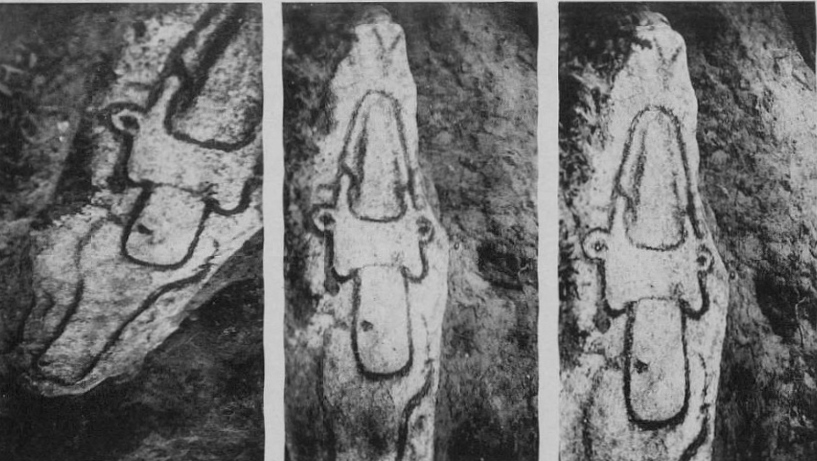
Le poignard gravé trouvé sur une pierre en 1918 dans la lande de Kermorvan.

« La presqu'île [de Kermorvan] était fermée par un rempart gaulois (un oppidum) dans les années 500 avant notre ère, c'était un site protégé, à l'époque romaine. On peut encore voir, à l'entrée de la presqu'île, les restes du rempart, un gros talus » a écrit l'historien Jean-Yves Éveillard.

### Antiquité
Une voie romaine venant de Vorgium (Carhaix) via Vorganium (Kérilien en Plounéventer) se divisait en plusieurs branches après Saint-Renan ; l'une aboutissait à la pointe Saint-Mathieu (qui était sans doute Gesocribate (qui figure sur la Table de Peutinger), non loin du Conquet. Un port romain (Portus Salionicus), dont il ne subsiste qu'un vague relief sous-marin en forme de quai, se trouvait à Porsliogan (Porz Liogan). Une autre branche de cette voie romaine allait vers Ploumoguer et Porsmoguer et une autre vers la presqu'île de Kermorvan.

### Moyen Âge
Ploumoguer est une ancienne paroisse de l'Armorique primitive. La paroisse est mentionnée pour la première fois au XIe siècle dans la "Vie de saint Tugdual", lequel aurait débarqué, venant du Pays de Galles, à la pointe de Kermorvan dans l'anse de Porz Pabu, et fondé un ermitage à l'emplacement du bourg actuel de Trébabu
À Lamber en Ploumoguer, au-dessous des ruines d'un donjon en pierres, sur une motte féodale, une couche incendiée témoigne de l'existence d'une construction en bois, datée par des pièces de monnaie retrouvées, qui sont de l'époque du duc Conan II (1033-1066).
En 1443 quatre familles nobles sont mentionnées lors de la réformation de l'évêché de Léon à Lamber : du Bois, seigneur de Keranaouët ; du Mescouez ; Jean Droulin ; Yvon Sané et cinq à Ploumoguer : Bernard Le Déan ; Bernard du Drénec ; Tugdual de Kerbescat ; Bernard et Jean de Kermélégan ; Denis de Lancelin. D'autres sont cités lors des montres de 1481, 1503 et 1557.

### Époque moderne

#### Le centenaire Jean Causeur

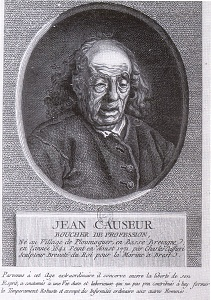
Charles-Marie Caffieri, Portrait de Jean Causeur, boucher de profession (1771, Musée de Bretagne, Rennes)

Jean Causeur, né au village de Lanfeust en Ploumoguer en 1641 selon la tradition (il serait probablement né vers 1666 selon J. Trévédy, il est né le 2 mars 1645 au hameau de Cremeinec), et mort le 30 avril 1774 à Saint-Mathieu en Plougonvelin, à l'âge supposé de 137 ans (en fait aux alentours de 109 ans probablement), veuf de Marie Le Hir et de Louise Aleouet, boucher, devint célèbre de son vivant grâce au portrait que fit de lui Charles-Marie Caffieri. Selon Jacques Cambry, Jean Causeur aurait travaillé pendant longtemps comme ouvrier perceur dans le port de Brest.

#### Ploumoguer auXVIIIesiècle
Le célèbre prédicateur Julien Maunoir prêcha une mission à Ploumoguer en 1670.
En 1759, une ordonnance de Louis XV ordonne à la paroisse de Ploumoguer de fournir 17 hommes et de payer 111 livres pour « la dépense annuelle de la garde-côte de Bretagne ».
Jean-Baptiste Ogée décrit ainsi Ploumoguer en 1778 :

« Ploumoguer : à 13 lieues à l'ouest-sud-ouest de Saint-Pol-de-Léon, son évêché ; à 51 lieues de Rennes et à 3 lieues deux tiers de Brest, sa subdélégation et son ressort. Cette paroisse, qui relève du Roi, compte 1 800 communiants, y compris ceux de Lamper [Lamber], sa trève ; la cure est présentée par l'Évêque. Le château du Pouldu appartient à M. le duc de Rohan. Ce territoire avoisine la mer ; il est très fertile. »

### Révolution française
Dans leur cahier de doléances rédigé en 1789 les paroissiens de Ploumoguer se plaignent : « Par défaut de discipline, les soldats couroient les campagnes, pilloient nos bois, voloient nos légumes et nos fruits,.. » ; ils se plaignent aussi des abus concernant la perception des droits de francs-fiefs.
La trève de Lamber, qui dépendait sous l'Ancien Régime de la paroisse de Ploumoguer, fut supprimée en 1793 et incorporée à la commune de Ploumoguer.
Jean Le Drévez, né le 21 novembre 1743 au manoir de Kerouzien en Ploumoguer, vicaire de la paroisse Saint-Sauveur de Recouvrance, prêtre réfractaire, emprisonné dans l'ancien couvent des Carmes à Brest, puis libéré le 28 septembre 1791, se retira dans la paroisse de Plouarzel jusqu'en septembre 1792, puis à Plomoguer où il fut dénoncé et arrêté par des sans-culottes le 13 décembre 1793. Il fut probablement, après François Le Coz, le deuxième prêtre réfractaire à être guillotiné à Brest le 24 mars 1794.
Jean Morel, nommé curé constitutionnel de Ploumoguer écrit au district de Brest que « les habitants fanatiques de cette paroisse m'ont fait essuyer mille disgrâces et ont mis tout en œuvre pour me faire abdiquer une place que je n'ai acceptée que dans la vue du bien public », ajoutant « on assaillit de gros cailloux la porte de l'église au moment où je donnai lecture de la lettre pastorale de Mgr Expilly ».
En 1793 Ploumoguer est rattaché au canton de Plouzané dont font aussi partie les communes de Lampert et Locmaria-Plouzané, avant d'être rattaché en 1798 au canton du Conquet dont faisaient aussi partie Plougonvelin, Saint-Mathieu, Trébabu, Ouessant et Molène.
Plusieurs personnes originaires de Ploumoguer furent arrêtées en 1793 pendant la Terreur et emprisonnées au château de Brest : « Mademoiselle de Keroulas-Cohars, ex-religieuse ; Jeanne de Kersauson, sœur et belle-sœur d'émigrés, très inciviques l'une et l'autre ; Armand et Joseph de Kersauson, âgés le premier de 15 ans, le second de treize » (les Kersauson habitaient en fait le château de Kerjean-Mol en Trébabu) et à Lamber « Louise-Françoise Jouanne, veuve de Beaussier de l'Isle ; Sylvie de Boulainvilliers, âgée de 68 ans et Jean Le Gonidec, ex-clerc tonsuré (le futur auteur du Dictionnaire et de la Grammaire de la langue bretonne) qui n'avaient pas donné les preuves d'un attachement constant à la République » (ils furent libérés en mars 1795). Jean-Marie Jézéquel, un marin de Ploumoguer, accusé d'avoir fait passer en Angleterre, sur sa barque, plusieurs familles qui voulaient émigrer, fut condamné à la déportation.

### L'ancienne trève puis paroisse de Lamber
Lamber fut une trève de la paroisse de Ploumoguer avant d'être érigée en paroisse, maintenue par le Concordat de 1801 et devenue autonome en 1842 ; ce fut même brièvement une commune à partir de 1793, qui fut rattachée à Ploumoguer en 1806 ; cette commune avait 275 habitants lors du recensement de 1793 et 278 habitants lors de celui de 1800.

### LeXIXesiècle

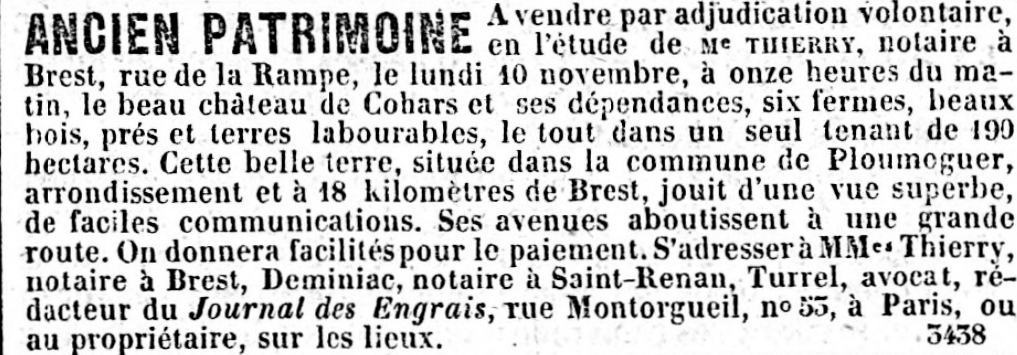
La mise en vente du château de Cohars et de ses dépendances (journal Le Constitutionnel du 17 octobre 1845).

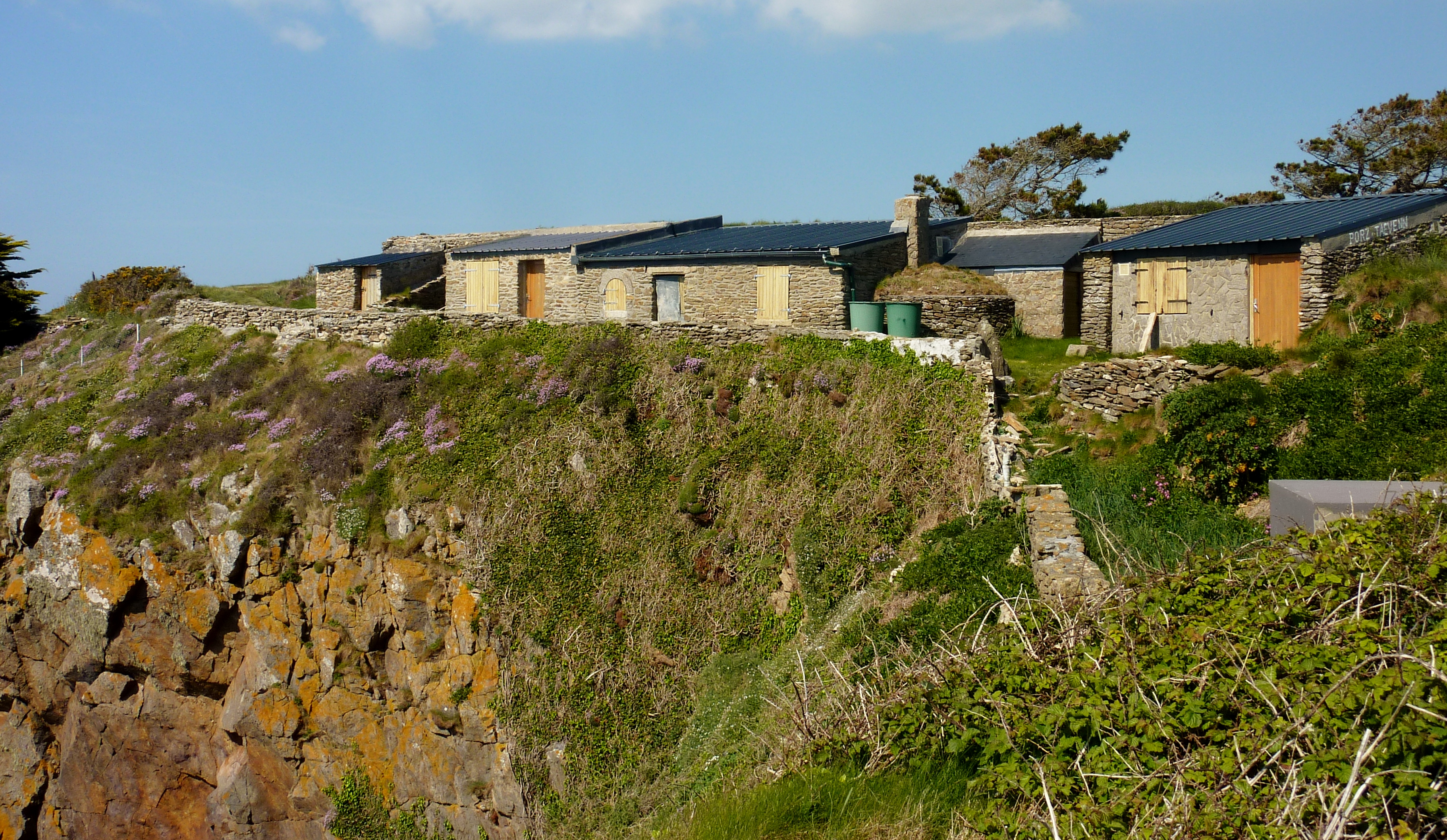
Maisons anciennes de goémoniers sur la falaise de la rive nord de l'anse de Brenterc'h.

Dans la décennie 1840 le château de Cohars abrita un centre important d'élevage hippique : « On y trouve de vastes écuries parfaitement tenues, des boxs pour les jumens poulinières et les poulains, des paddocks dans le genre anglais ». Déjà un texte de 1770 indiquait que « les plus beaux chevaux de trait et de carrosse sont élevés dans les environs de Ploumoguer, Plouzané, Ploudalmézeau ». François Abgrall, qui habitait au château de Cohars, obtint une médaille de bronze à l'Exposition universelle de 1900 pour l'une de ses pouliches.
A. Marteville et P. Varin, continuateurs d'Ogée, décrivent ainsi Ploumoguer en 1853 :

« Ploumoguer : commune formée de l'ancienne paroisse de ce nom, y compris son ancienne trève, Lamper [Lamber] ; aujourd'hui succursale. (...) Outre l'église, il y a dans cette paroisse la chapelle Saint-Méen, située assez pittoresquement sur le bord de la mer. L'une et l'autre ont leurs pardons qui ne durent qu'un jour chacun et sont peu renommés. Si le sol de Ploumoguer n'est pas en général très fertile, il est heureusement secondé par les engrais de mer. Les prairies artificielles sont peu pratiquées, mais la pomme de terre est cultivée abondamment, les paysans en faisant un grand usage. Géologie : constitution granitique. On parle le breton. »

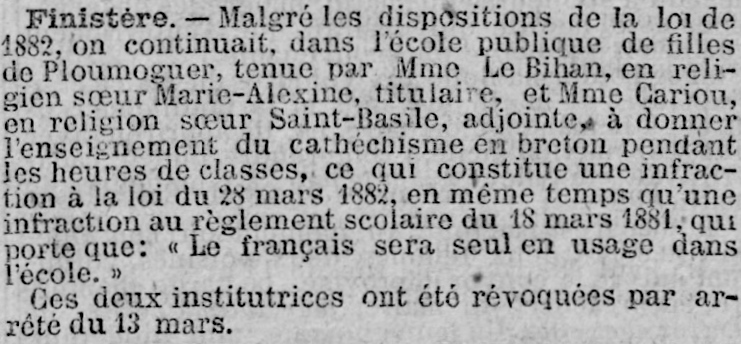
Maintien de l'enseignement du catéchisme en breton en infraction à la loi du 28 mars 1882 dans l'école de Ploumoguer en 1884.

Fin XIXe la construction de 67 écoles de hameaux a été autorisée dans le Finistère par deux décrets :
- Le décret du 25 octobre 1881 qui a délégué une subvention pour 18 écoles de hameaux sur l'arrondissement de Quimperlé ; toutes ont été bâties.
- Le décret du 14 mars 1882 qui a délégué une subvention pour 50 écoles de hameaux sur les quatre autres arrondissements du département (Brest, Châteaulin, Morlaix, Quimper) à choisir dans les communes « dont le territoire est le plus étendu et les ressources les plus restreintes » ; 49 ont été bâties dont 1 à Ploumoguer (Lamber)[62].

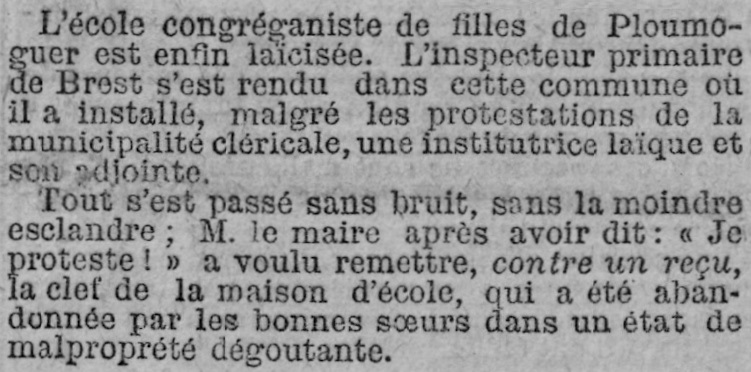
La nomination de deux institutrices laïques en 1884 provoque une protestation du maire de Ploumoguer.

Des corps de marins de la corvette Gorgone, qui fit naufrage sur le récif des Pierres Noires près de la Pointe Saint-Mathieu le 18 décembre 1869 furent retrouvés sur la côte et inhumés dans le cimetière communal.
Les goémoniers étaient alors nombreux notamment dans l'anse de Porstheven où les restes d'un davier (davied en breton) sont encore visibles (une pierre plate en surplomb de la falaise à laquelle était attaché un mât en bois d'orme auquel étaient fixées les cordes servant à hisser les charges de goémon depuis l'estran) ; une douzaine de familles de goémoniers vivaient là au milieu du XIXe siècle.
René-Marie Perrot, soldat au 15e régiment de ligne, fut blessé à la cuisse lors de la bataille de Solférino.
La révocation en 1884 des deux religieuses qui enseignaient à l'école congréganiste de Ploumoguer car elles enseignaient le catéchisme en breton contrairement aux directives de la loi du 28 mars 1882 entraîna la nomination de deux institutrices laïques en dépit des protestations du maire.
Benjamin Girard décrit ainsi Ploumoguer en 1889 :

« (...) Le bourg a une population agglomérée de 256 habitants. L'église paroissiale a été récemment reconstruite, à l'exception du clocher. La chapelle de Lamber, située dans la partie est de la commune, est le chef-lieu d'une seconde paroisse (...). Les îles de Béniguet, Quéménès, Trielen, Balannec et Bannec (...) sont des dépendances de la commune de Ploumoguer. Toutes ces îles sont des propriétés particulières et habitées par des fermiers, à l'exception de Bannec, qui n'est qu'un îlot désert et inculte. La baie des Blancs Sablons, sur le littoral de Ploumoguer, a une belle et vaste plage, dont l'accès est défendu par plusieurs redoutes et batteries. Dans la presqu'île de Kermorvan, située entre la baie susdite et un petit estuaire qui forme le port du Conquet, on voit plusieurs monuments druidiques [sic], assez bien conservés : un cromlec'h, deux dolmens et deux menhirs. À l'extrémité de la presqu'île, il existe une batterie et un phare à feu fixe blanc, d'une hauteur de 22 mètres et dont la portée est de 11 milles. »

En 1897 l'élection de l'abbé Gayraud comme député de la circonscription de Brest fut activement soutenue par le clergé de Ploumoguer.
En 1899 Ploumoguer fut amputé de sept îles (Béniguet, Quéménès, Bannec, Balanec, Trielen, Chrétiens et Lédénez Quéménès) qui faisaient jusque-là partie du territoire communal au profit du Conquet.

### LeXXesiècle

#### La Belle Époque
La population de Ploumoguer opposa une vive résistance à la fermeture de l'école congréganiste de Ploumoguer le 14 août 1902 : cent hommes du 19e régiment d'infanterie et quatre brigades de gendarmerie (celles de Ploudalmézeau, Brest, Le Conquet et Saint-Renan) durent être dépêchées sur place :

« À l'entrée du bourg, une voiture s'arrête, de laquelle descendent les deux commissaires de police. Le signal de l'action est donné. La troupe obéit tandis que les habitants prévenus par le tocsin arrivent en foule. Le maire et son adjoint, ceints de leur écharpe tricolore, le clergé et tous les membres du conseil municipal sont réunis devant l'école en tête de tous les habitants de la commune. L'un des commissaires s'avance vers la foule et invite les citoyens paisibles à se retirer. Une immense clameur de protestation lui répond et les cris de « Vive la liberté ! Vive les Sœurs ! » retentissent à l'unisson, couvrant jusqu'aux roulements du tambour qui bat, à trois reprises, à chaque sommation. Deux hommes sont renversés, piétinés et blessés, l'un à la nuque, l'autre au pied. Après deux heures de reculades et de charges nouvelles, les gendarmes réussissent enfin à approcher de la barricade qui défendait l'entrée de la maison des Sœurs blanches. Ils scient les brancards des charrettes qui avaient été reliées par d'énormes chaînes, tandis que la foule continue ses cris et défend le terrain pied à pied. À ce moment le 19e d'infanterie entre en ligne, ce qui permet au serrurier, amené de Brest, de soulever la porte de l'école qui est défoncée au bout d'une demi-heure à l'aide d'un levier et d'une pioche, et malgré la belle résistance des défenseurs, qui enfoncent de nouveaux clous dans chaque planche sur le point d'être brisée. Il fallut ensuite enlever, une par une, les femmes qui s'opposaient résolument à l'entrée de la police. Le recteur de Ploumoguer, en qualité de propriétaire de l'immeuble, proteste. On parlemente. Puis, comme le maire, les conseillers municipaux, le clergé et les notables présents ont à cœur de ne pas risquer la vie de leurs administrés et paroissiens, qui offraient de résister jusqu'au bout, la porte est ouverte et les formalités habituelles de notification du décret, d'inventaire et d'apposition des scellés sont accomplies. Tout cela demande plus d'une heure. Les quatre Sœurs blanches protestent à leur tour, puis sortent au bras de notables de la commune pour se rendre à l'église, escortées par la foule, qui crie plus fort que jamais : « Vive les Sœurs ! Vive la liberté ! » »

Le maire de Ploumoguer, Jean Cloatre, fut suspendu de ses fonctions et quelques habitants poursuivis ; l'abbé Kersimon, vicaire, eut son traitement suspendu. Le 15 septembre 1902, lors de la rentrée des classes, l'école congréganiste de Ploumoguer reste fermée ; « la grande majorité des enfants sont gardés dans leurs familles ; quelques-uns sont rentrés à l'école laïque (...). Plusieurs pères de famille sont décidés à instruire leurs enfants chez eux après les travaux des champs ». L'une des religieuses fut poursuivie en mars 1903 devant le tribunal correctionnel de Brest pour « ouverture illégale d'école ».
Le 30 novembre 1911 les biens ayant appartenu à la fabrique de l'église de Lamber, qui étaient placés sous séquestre, sont attribués au bureau de bienfaisance de la commune de Ploumoguer.
Une épidémie de fièvre typhoïde fit 15 malades, dont trois décédèrent, à Ploumoguer en octobre 1911.

#### La Première Guerre mondiale

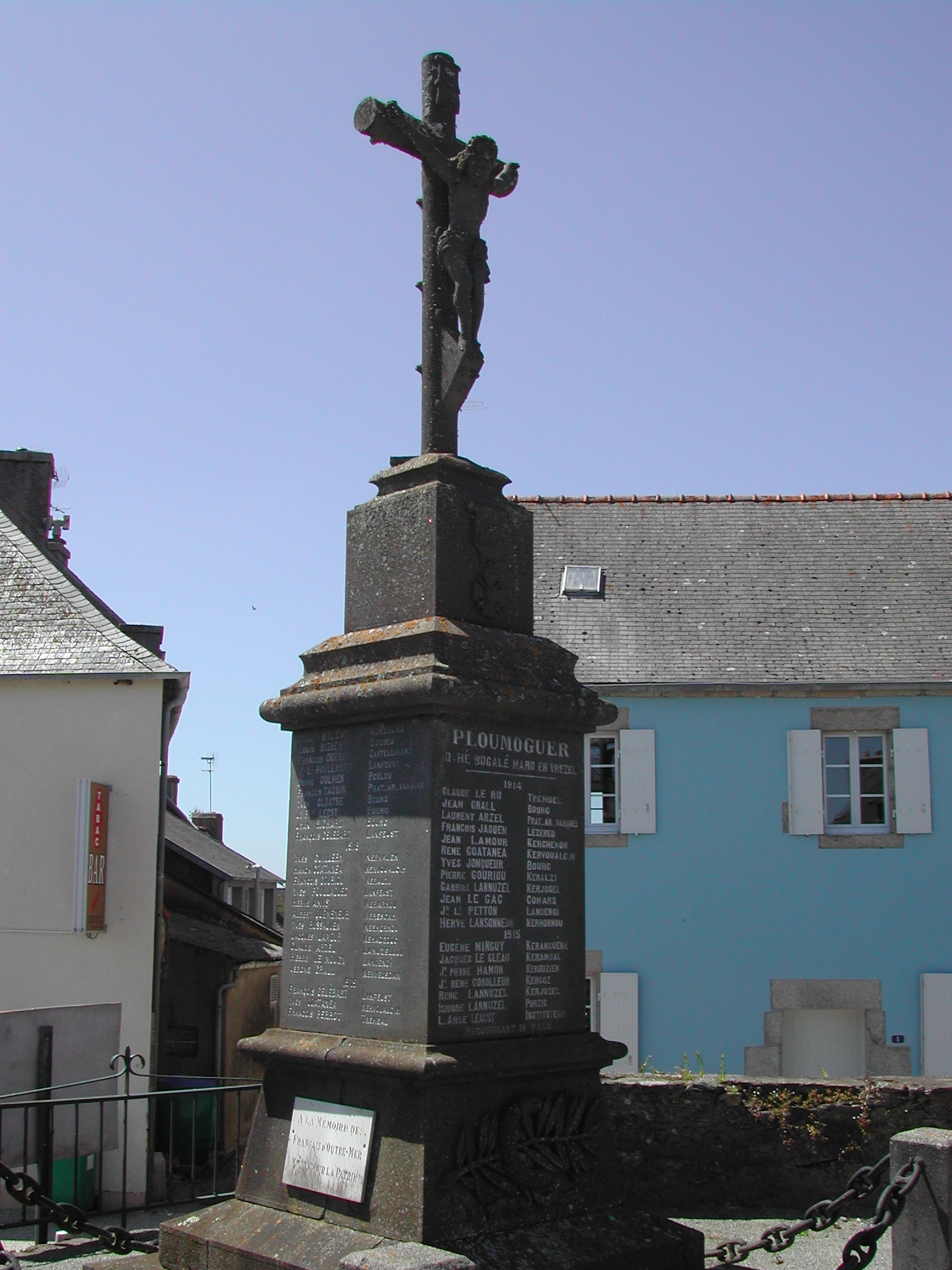
Le monument aux morts de Ploumoguer

Le monument aux morts de Ploumoguer porte les noms de 68 soldats et marins morts pour la France pendant la Première Guerre mondiale et celui de Lamber porte 17 noms de soldats et marins morts pour la France pendant cette même guerre. Quatre membres de la famille Lannuzel, des cultivateurs de Kerjozel, périrent pendant cette guerre : Gabriel (mort au combat en novembre 1914), René (mort en captivité en Allemagne en 1915), Joachim (mort en octobre 1916) et Hamon (mort en novembre 1916). Trois soldats au moins originaires de Ploumoguer sont morts sur le front belge (dont deux, Jean Hamon et Claude Le Ru, à Rossignol dès le 22 août 1914 et Hamon Coatanéa le 4 mai 1918 au Mont Kemmel) ; Guillaume Perchoc est mort de maladie le 5 août 1916 à Zeitenlik (Grèce) dans le cadre de l'expédition de Salonique ; la plupart des autres sont morts sur le sol français dont Jean François Léost, prêtre instituteur à Ploumoguer, brancardier, gravement blessé dans une tranchée et décédé des suites de ses blessures à l'hôpital de Vannes et Jean Le Gac, adjudant, tué le 5 octobre 1914 à Beaurains (Pas-de-Calais), décoré de la Croix de guerre.
Parmi les morts pour la France de Lamber, Jean Omnès a été tué dès le 22 août 1914 à Maissin (Belgique) et Pierre Autret, marsouin, est disparu en mer lors du naufrage du Provence le 26 février 1916.
À Ploumoguer, selon un rapport du conseil départemental d'hygiène lié à la surmortalité constatée dans la commune (39 décès en 1918, 44 décès en 1919), « la grippe a fait de nombreuses victimes parmi les enfants en bas âge et parmi les vieillards. Ces derniers, surmenés par un travail intensif et déprimés par les soucis et les chagrins, ont été des proies toutes prêtes. La tuberculose et les autres affections courantes ont fourni leur contingent habituel de décès ».

#### L'Entre-deux-guerres

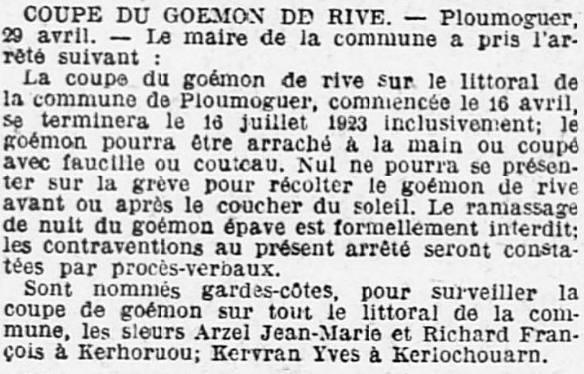
Arrêté municipal du maire de Ploumoguer réglementant la coupe du goémon de rive en 1923 (journal L'Ouest-Éclair du 30 avril 1923).

Le ramassage du goémon reste une activité importante ; un arrêté du maire de Ploumoguer en avril 1923 montre que la coupe du goémon de rive était alors strictement réglementée.
Le château de Kervadéza (construit vers 1840 par la famille Desson de Saint-Aignan sur le site d'un ancien manoir dont subsistent les communs et la chapelle), fut mis en vente en 1937, ainsi que toutes ses dépendances.

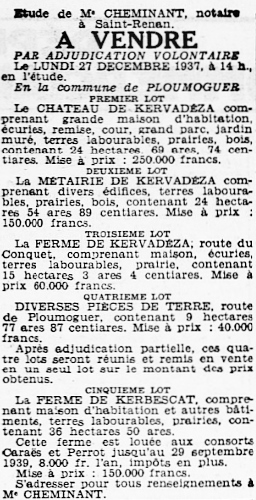
La mise en vente d'une grande propriété nobiliaire : le château de Kervadéza et ses dépendances (journal L'Ouest-Éclair du 5 décembre 1937)

#### La Seconde Guerre mondiale

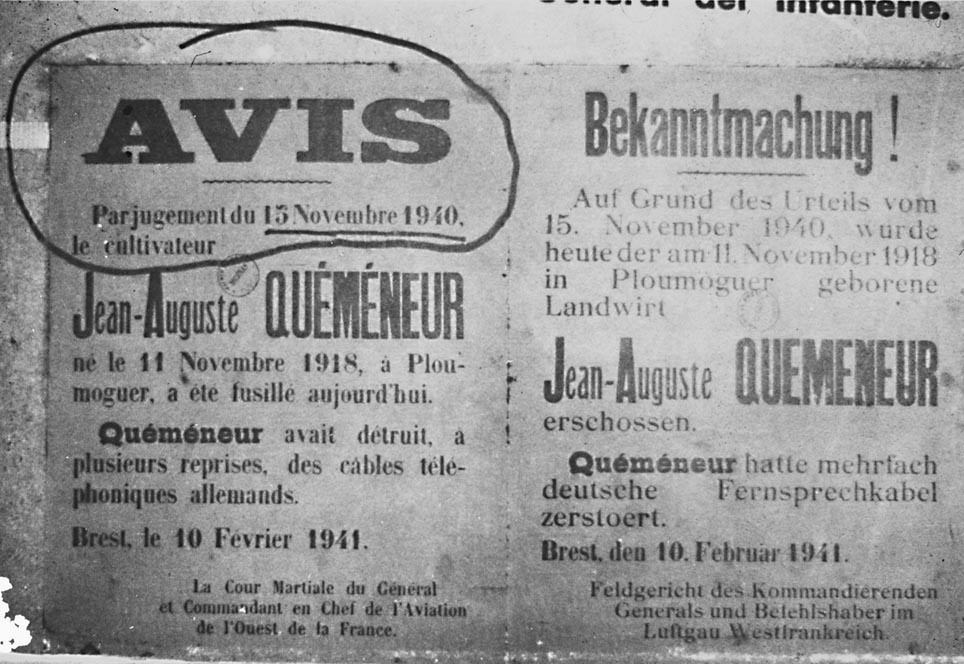
Avis rendu à Brest de la cour martiale allemande condamnant Jean Auguste Quéméneur à être fusillé (10 février 1941).

Le monument aux morts de Ploumoguer porte les noms de 14 personnes mortes pour la France pendant la Seconde Guerre mondiale ; parmi elles Jean Auguste Quéméneur, né le 10 novembre 1918 à Ploumoguer, fusillé au Bouguen à Brest le 10 février 1941 pour avoir été surpris à couper des fils téléphoniques dans la région du Faou, mais aussi Louis Marie Pellé (1900-1944). Né le 18 novembre 1900 à Ploumoguer, ce jeune commerçant et receveur des PTT sera fusillé par les Nazis à l'âge de 43 ans. Il avait contribué à cacher des confrères juifs dans les campagnes du Nord-Finistère, avec le concours officieux des gendarmes du Conquet. Le monument aux morts de Lamber porte les noms de trois personnes (Marc Abiven, Louis Jaouen, François Podeur : ce dernier, maître fusilier à bord du cuirassé Bretagne, est mort le 3 juillet 1940 lors de l'attaque anglaise de Mers el-Kébir) mortes pour la France pendant la Seconde Guerre mondiale.
Yves Morvan, un agriculteur de Ploumoguer, a décrit la vie quotidienne, les actions des troupes allemandes et les activités de la Résistance à Plomoguer et les communes avoisinantes pendant la Seconde Guerre mondiale.

#### L'après Seconde Guerre mondiale
En 1955 est déclarée l'« Étoile sportive ploumoguerienne », membre de la Fédération gymnastique et sportive des patronages de France, et qui a son siège au presbytère.
En 1961, Ploumoguer perd au profit du Conquet 200 hectares (presqu'île de Kermorvan, dunes des Blancs Sablons et une partie du village de Lanfeust).
Un soldat (Athanase Lenaff) et un marin (Étienne Kermergant) originaires de Ploumoguer sont morts pendant la guerre d'Indochine, un soldat (Jean L'Hostis) en Tunisie et deux soldats (Jean Caradec, François Lamour) pendant la guerre d'Algérie.
L'ouverture d'une école publique à Ploumoguer en 1981 se heurta à une vive opposition. Trente ans plus tard, les deux écoles, privée catholique l'une, laïque l'autre, étaient à peu près à égalité d'effectifs et leurs relations étaient courtoises.
Depuis les années 1980, la plage de Ploumoguer est régulièrement polluée par des éléments de plastique représentant le chat Garfield, issus d'un conteneur perdu par un navire-cargo.

## Héraldique
| Blason de Ploumoguer | Blason  | Coupé, au premier mi-coupé ondé d'or et d'azur, un soleil non figuré couchant de gueules issant de la partition; au deuxième d'or à trois quintefeuilles de gueules disposées 2 et 1; sur le tout un écusson d'azur chargé d'un barbeau d'argent en pal, au chef componé de neuf pièces d'azur et d'argent. Devise / Cridouar ha mor eo hor buhez (terre et mer sont notre vie) |
| Blason de Ploumoguer | Détails | Concepteur : créées par l'atelier Arc en ciel. adoptées par délibération municipale le 5 février 1988 |
| Blason de Ploumoguer | Alias   | Coupé, au premier mi-coupé ondé d'or et d'azur, un soleil non figuré couchant de gueules issant de la partition; au deuxième de sinople à deux gerbes de blé d'or; sur le tout un écusson d'azur chargé d'un barbeau d'argent en pal, à la bordure bastillée d'argent. |

## Démographie
L'évolution du nombre d'habitants est connue à travers les recensements de la population effectués dans la commune depuis 1793. Pour les communes de moins de 10 000 habitants, une enquête de recensement portant sur toute la population est réalisée tous les cinq ans, les populations de référence des années intermédiaires étant quant à elles estimées par interpolation ou extrapolation. Pour la commune, le premier recensement exhaustif entrant dans le cadre du nouveau dispositif a été réalisé en 2007.
En 2022, la commune comptait 2 097 habitants, en évolution de +3,35 % par rapport à 2016 (Finistère : +2,16 %, France hors Mayotte : +2,11 %).
| 1793  | 1800  | 1806  | 1821  | 1831  | 1836  | 1841  | 1846  | 1851  |
| ----- | ----- | ----- | ----- | ----- | ----- | ----- | ----- | ----- |
| 1 420 | 1 553 | 1 930 | 1 820 | 1 795 | 1 910 | 1 888 | 1 888 | 2 040 |

| 1856  | 1861  | 1866  | 1872  | 1876  | 1881  | 1886  | 1891  | 1896  |
| ----- | ----- | ----- | ----- | ----- | ----- | ----- | ----- | ----- |
| 1 861 | 1 904 | 1 987 | 1 851 | 1 920 | 1 886 | 1 844 | 1 918 | 1 967 |

| 1901  | 1906  | 1911  | 1921  | 1926  | 1931  | 1936  | 1946  | 1954  |
| ----- | ----- | ----- | ----- | ----- | ----- | ----- | ----- | ----- |
| 1 890 | 1 898 | 1 932 | 1 884 | 1 856 | 1 820 | 1 743 | 1 742 | 1 678 |

| 1962  | 1968  | 1975  | 1982  | 1990  | 1999  | 2006  | 2007  | 2012  |
| ----- | ----- | ----- | ----- | ----- | ----- | ----- | ----- | ----- |
| 1 562 | 1 475 | 1 361 | 1 560 | 1 602 | 1 646 | 1 851 | 1 880 | 1 942 |

| 2017  | 2022  | - | - | - | - | - | - | - |
| ----- | ----- | - | - | - | - | - | - | - |
| 2 063 | 2 097 | - | - | - | - | - | - | - |

## Lieux et monuments

### Patrimoine religieux
- L'église Saint-Pierre, du bourg de Ploumoguer, a été construite essentiellement en 1845-1846 sur des plans de l'architecte diocésain Joseph Bigot, à l'exception du clocher qui date de 1753. On y trouve deux retables latéraux du XVIIIe siècle dédiés, l’un à saint Michel (au nord), l’autre à la Vierge (au sud). Le nouvel autel de 1967-1968 comporte un bas-relief avec le Bon Pasteur[98].
- L'église Saint-Pierre-aux-Liens de Lamber, dont la nef romane date du XIe siècle[98]. Trace de décor peint du XIVe siècle.

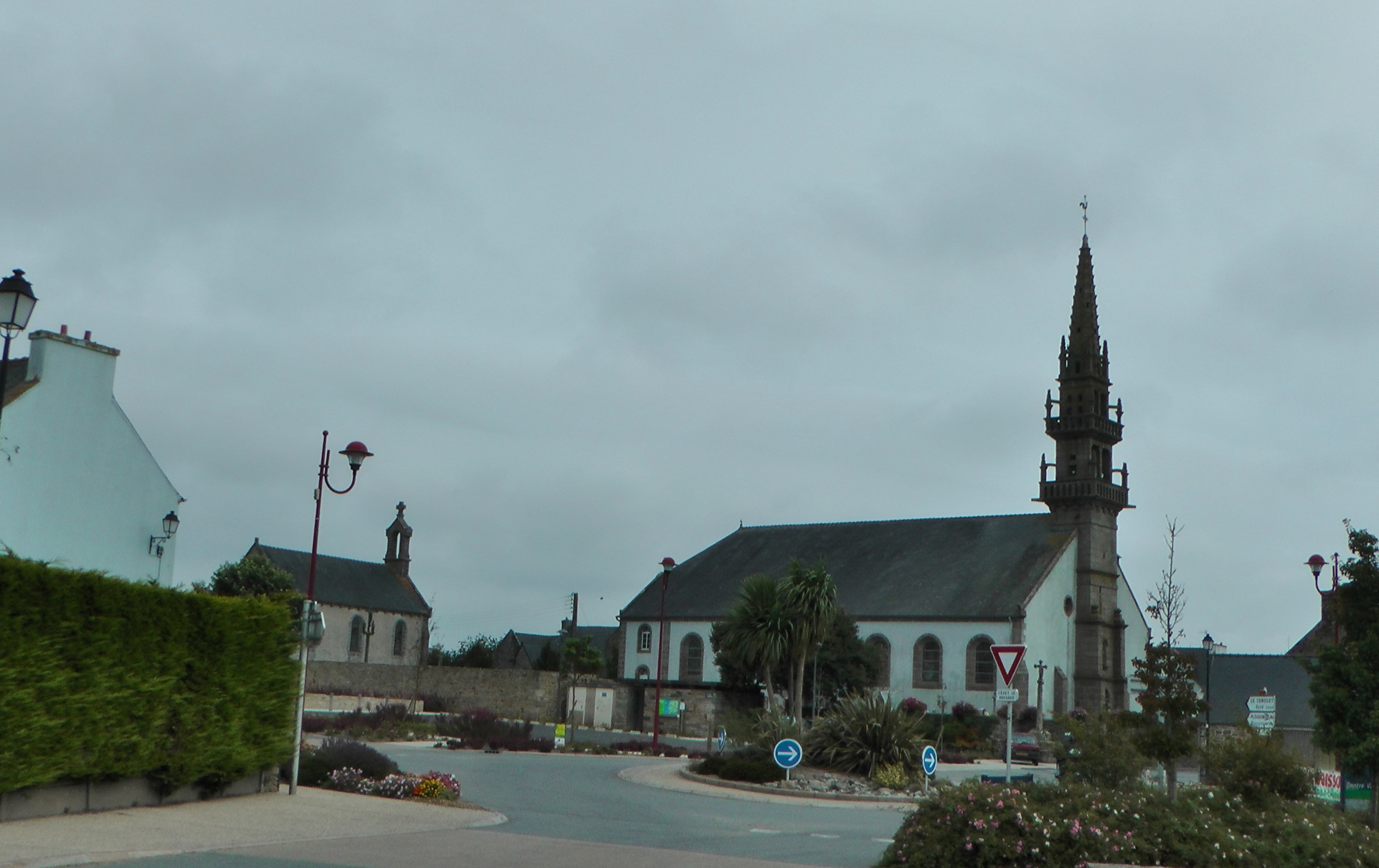
Église Saint-Pierre, du bourg de Ploumoguer.
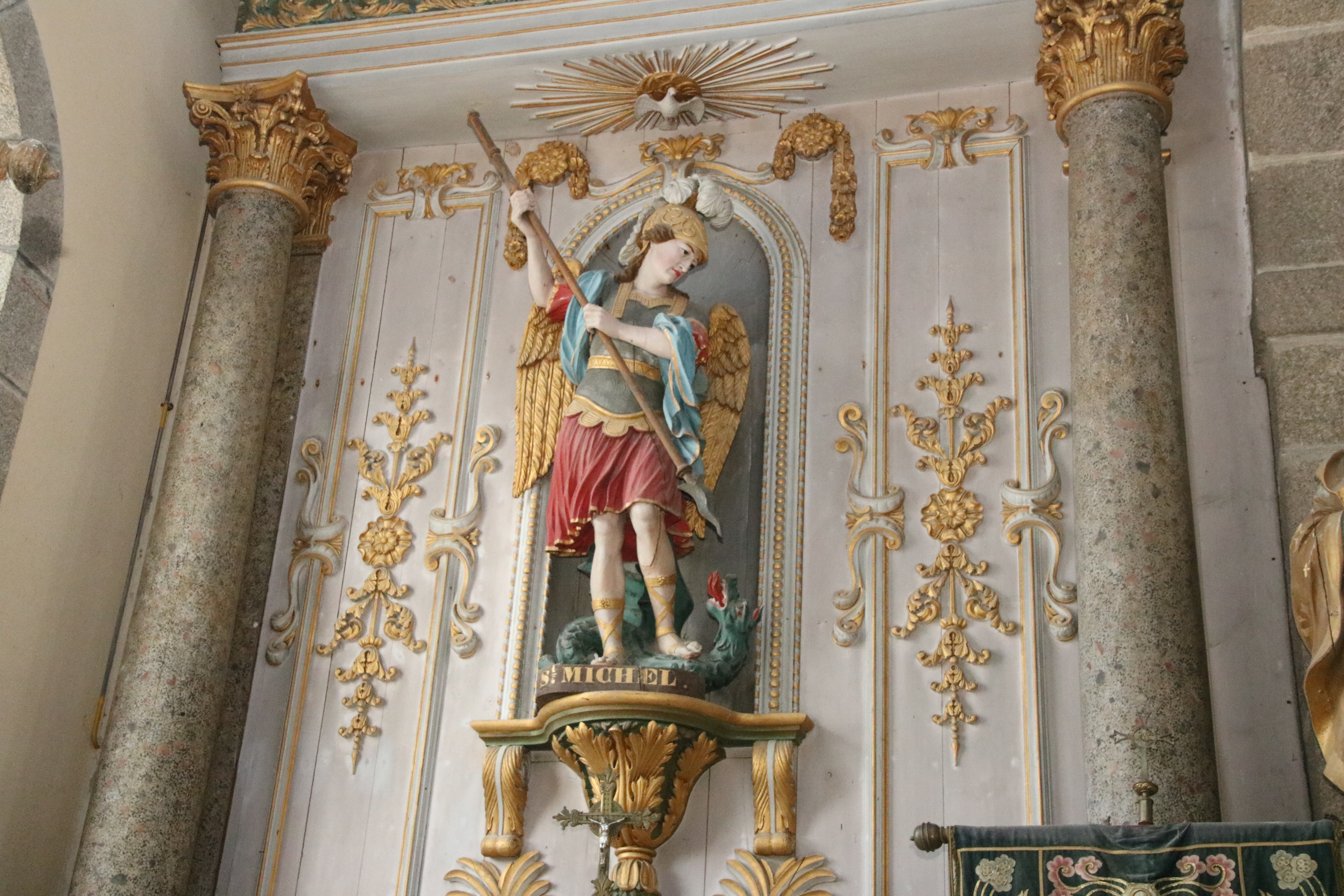
Statue de saint Michel, église de Ploumoguer.
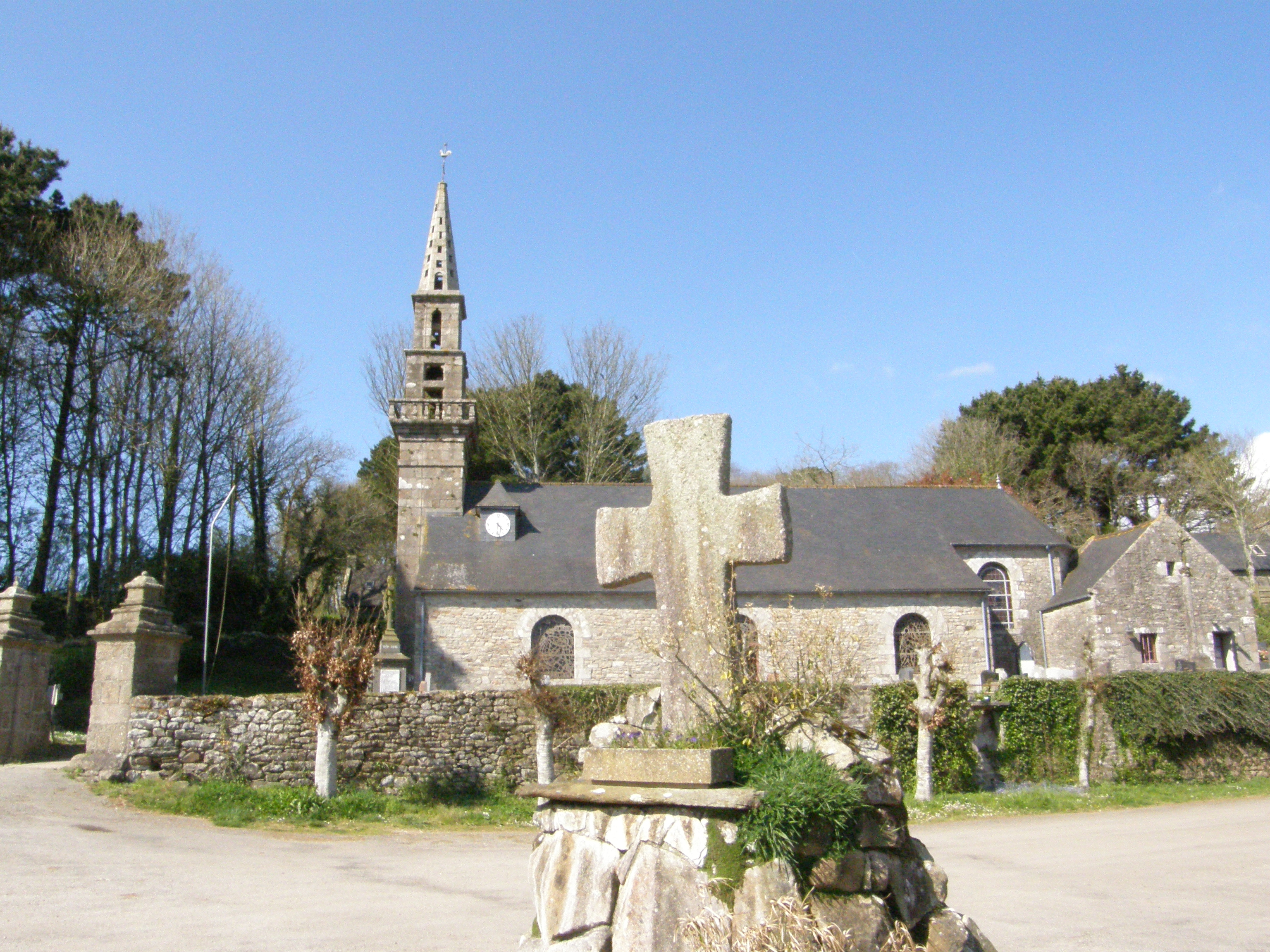
L'église Saint-Pierre-aux-Liens de Lamber.
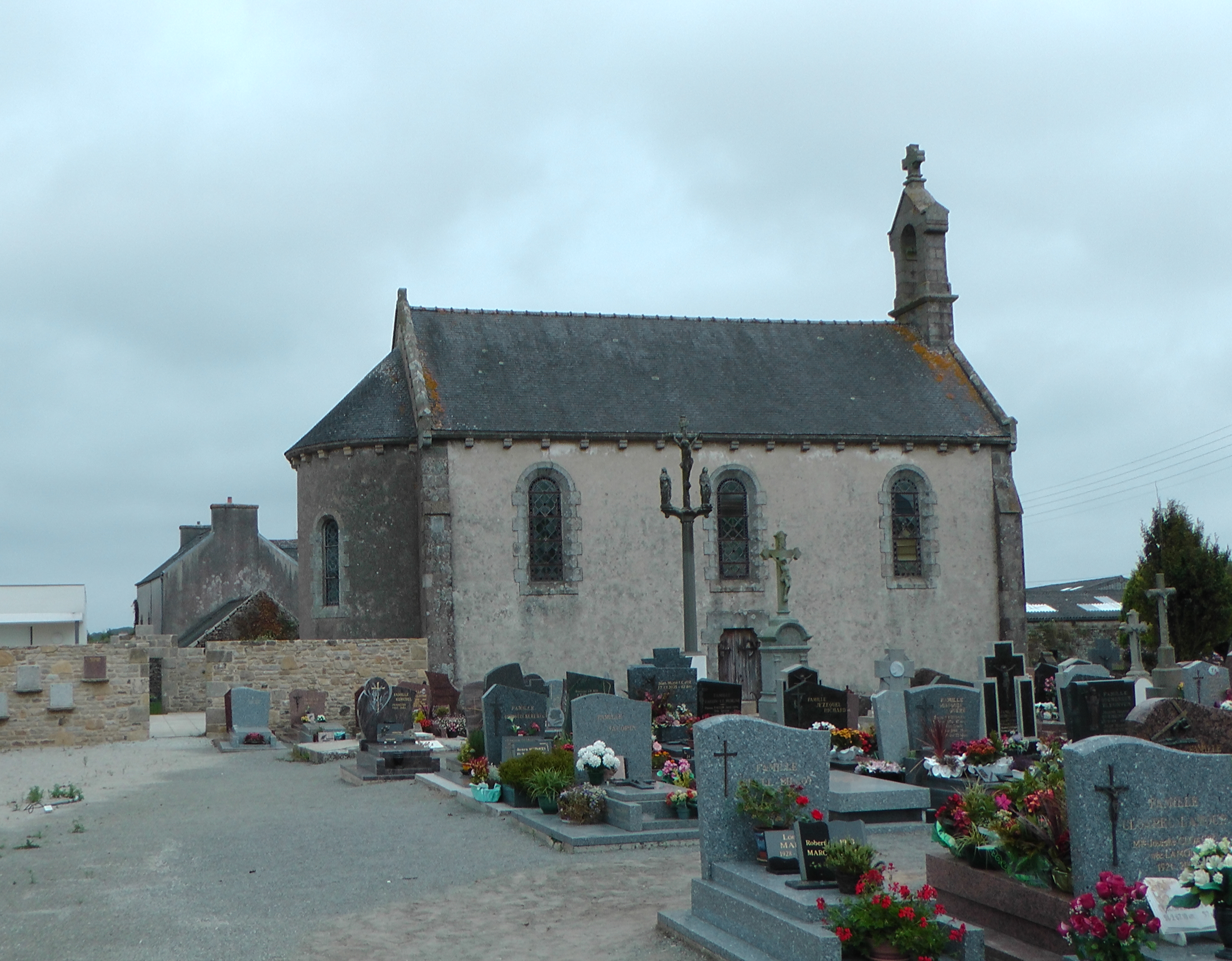
Chapelle Notre-Dame-d'Espérance.

- La chapelle de Locméven : elle abrite des statues de saint Méen, de sainte Barbe, de saint Alor (ou Alar), de saint Jean-Baptiste et de la Vierge à l'Enfant. La chapelle actuelle date de 1812, reconstruite par Yves Le Gléau[Note 29] (puis rénovée en 1982). Au début du XIXe siècle, elle avait remplacé une chapelle beaucoup plus ancienne qui était en ruines, mais dont la construction, selon la légende, datait du XIe siècle : les marins d'un navire anglais auraient miraculeusement pu gagner la crique voisine, malgré la tempête, alors que leur bateau sombrait et le capitaine aurait alors fait vœu d'édifier sur la côte une chapelle dédiée à saint Méen. La fontaine située à proximité a, selon la tradition, le pouvoir de guérir les maladies de peau[99].

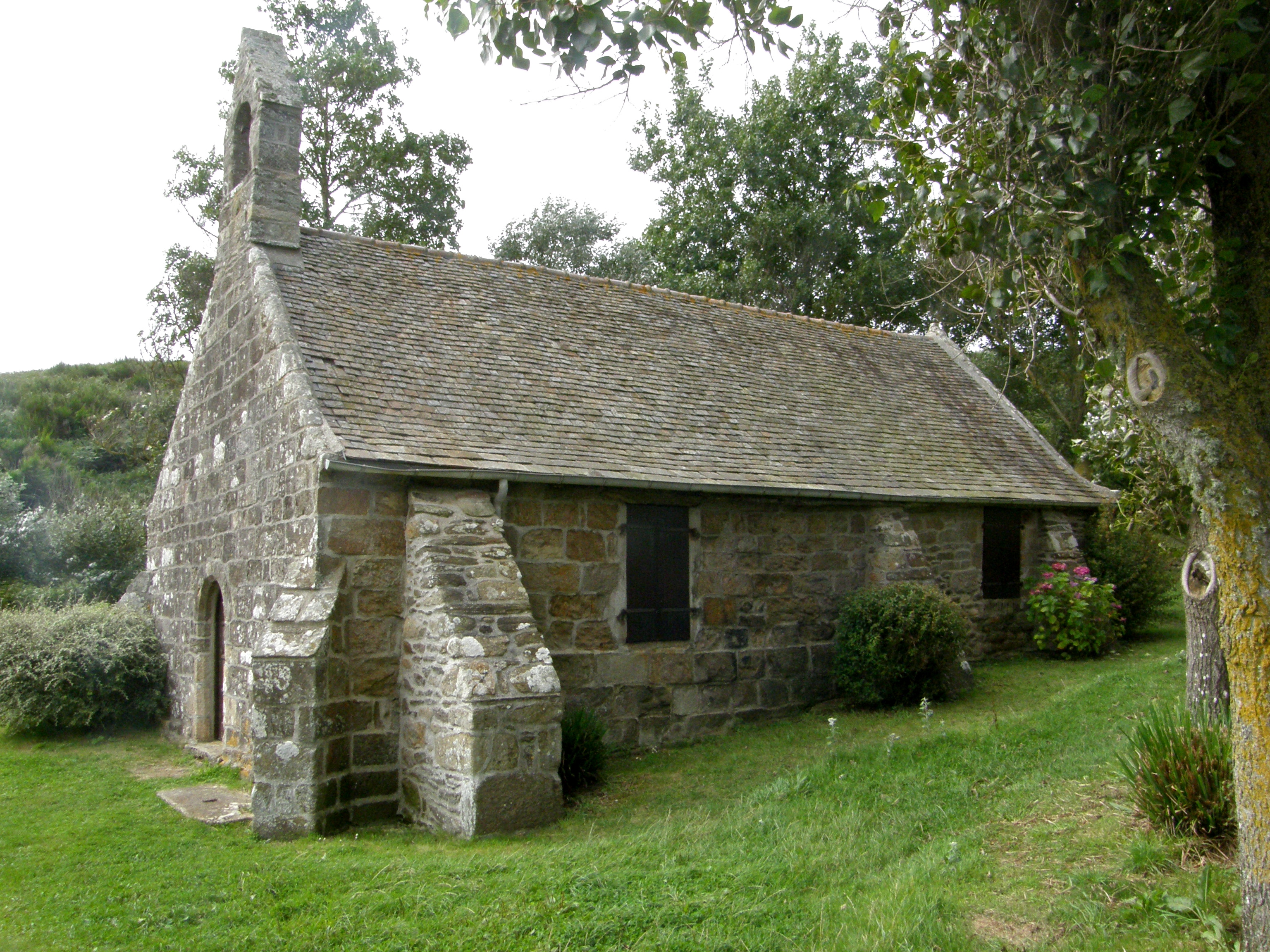
Chapelle de Locméven.

### Châteaux, manoirs et maisons

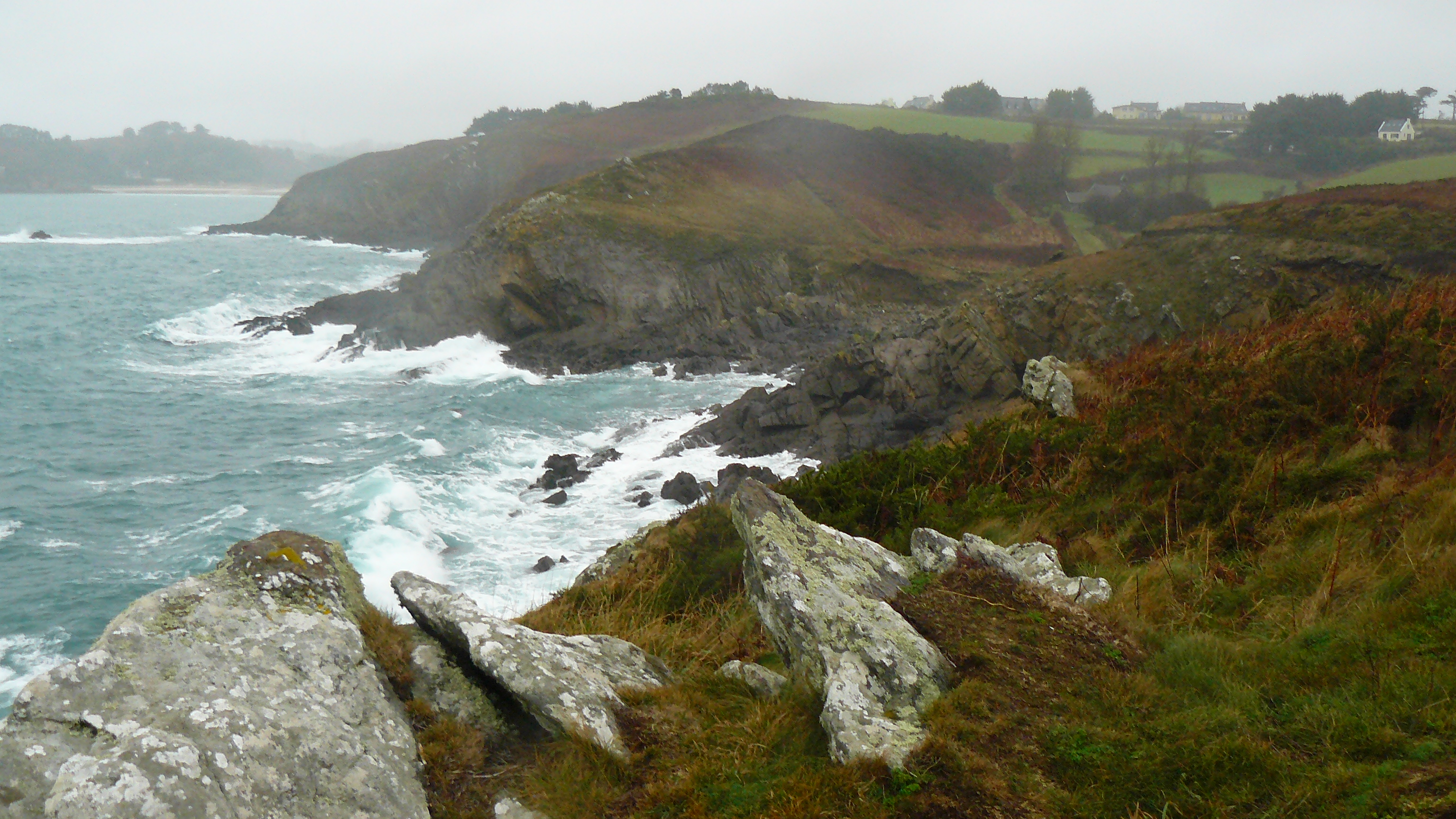
Sentier côtier à Locméven lors d'une tempête.

- Le château de Cohars date de la fin du XVIIe siècle ; « un véritable rempart en moellons taillés, de 100 mètres sur 120 mètres, épais de 6 mètres, avec chemin de ronde, et haut de 5 mètres, entoure le château et ses dépendances. De larges avenues boisées y menaient jadis. Elles furent toutes déboisées dans des conditions mémorables » pour fournir des traverses pour la construction de la ligne ferroviaire Paris-Brest mais elles ne purent servir car elles furent coupées trop court ! Il est habité au XXe siècle par la famille Abgrall, mais fut demeure seigneuriale des familles de Tinténiac et de Coëtivy sous l'Ancien Régime, puis fut la propriété de Tanguy Jacob[Note 30] et en 1842 de Pierre Colin[Note 31], aïeul de la famille Abgrall[100].
- Le château de Kervadéza, de style néoclassique, construit vers 1840[101].
- Le manoir du Plessis, appartenant aux Kerlec'h du XVe au XVIIe siècle est cité dans les textes dès 1483. Il conserve des éléments de son mobilier d'origine, comme des niches, un évier, deux cheminées monumentales, un souterrain et trois blasons, martelés pendant la Révolution, ornant la porte d'entrée en accolade[102].
- La maison Quéré (1973)[103] est une œuvre de l'architecte Roger Le Flanchec (1915-1986), inscrite au titre des monuments historiques par arrêté du 21 mai 1996. Une maquette de la maison Quéré est présentée dans la galerie moderne de la Cité de l'architecture et du patrimoine[104].

### Architecture civile publique
- Le monument aux morts de 14/18

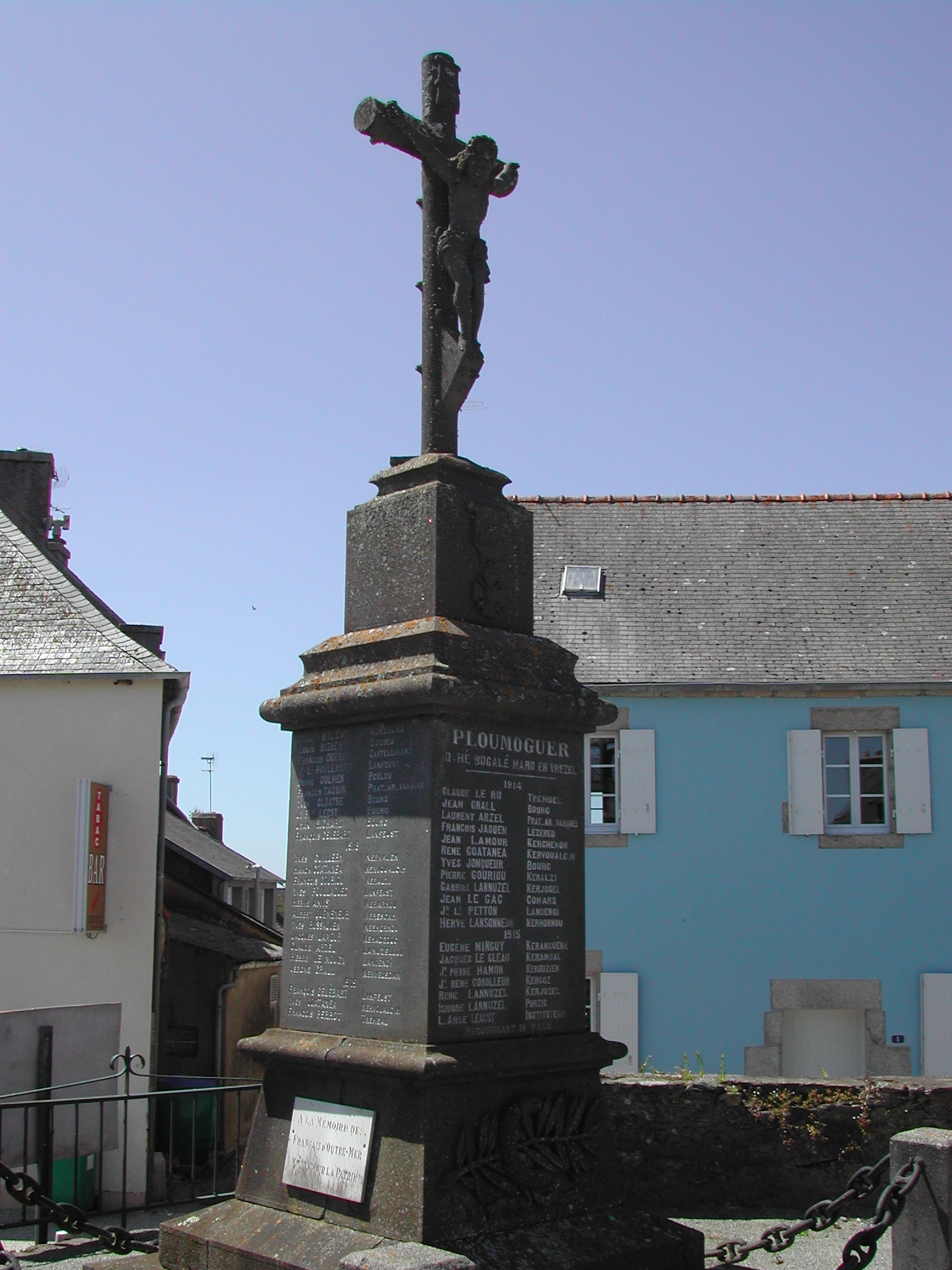
Monument aux morts de 1914-1918.

- Un parc de 7 éoliennes de 750 kW et 48 mètres de diamètre a été construit à proximité du lieu-dit Kervoualc'h en 2003 et mis en service en 2004

## Culture
L'association Théâtre à Ploumoguer regroupe plusieurs compagnies (amateur ou professionnel, chanteurs, spectacles divers) et programme des spectacles tout au long de l'année.
Le nom de l'un de ses lieux-dits, Lanfeust, a inspiré les auteurs de la BD Lanfeust de Troy.

## Événements
- Fête de la moisson, tous les ans le 1er dimanche d'août, avec battage à l'ancienne.
- Les Lundis de Ploum à Messouflin (Ar Re Viazak) tout l'été.
- Les FNAP (Fest Noz à Ploumoguer) à Messouflin tous les mardis de l'été.

## Personnalités liées à la commune
- Troilus de Mesgouez (1536-1606), né au manoir de Mesgouez en Ploumoguer, fils de Guillaume de Mesgouez et de Françoise Campir, baptisé le 30 juin 1536 à Landerneau, paroisse Saint-Thomas ; en 1576, le roi Henri III crée en sa faveur le marquisat de La Roche en Saint-Thois dans l'actuel Finistère.
- André Japy (1904-1974), aviateur, mort à Ploumoguer.